# Geschichte des Wallis
Die Geschichte des Wallis umfasst die Entwicklung des Rhonetals oberhalb des Genfersees seit der Ur- und Frühgeschichte. Im grossen Alpental sind Siedlungen seit der Mittelsteinzeit nachgewiesen. Während der Antike bildete das vorher von keltischen Völkern bewohnte Land die römische Provinz Vallis Poenina, im fünften Jahrhundert nach Christus wurde es abhängig vom Königreich Burgund und im siebten Jahrhundert vom Fränkischen Reich.
Im neunten Jahrhundert besiedelte eine über die nördlichen Alpenpässe kommende alemannische Volksgruppe den oberen Teil des Gebiets, das seither in zwei Sprachräume geteilt ist, das romanisch-frankoprovenzalische Unterwallis und das deutschsprachige Oberwallis. Mit der Zeit bildete sich die Sprachgrenze heraus, die seit dem Spätmittelalter auf einer Linie westlich von Zermatt, Turtmann, Salgesch und Leukerbad liegt.
Die eigenständige Landesgeschichte des Wallis beginnt mit der Verleihung der Grafschaftsrechte im Rhonetal von Martigny an aufwärts durch den burgundischen König Rudolf III. an Bischof Hugo von Sitten im Jahr 999. Seit 1032 Teil des Heiligen Römischen Reiches, kam das Wallis schon im 11. Jahrhundert in den Machtbereich der Grafen von Savoyen. In mehreren kriegerischen Auseinandersetzungen drängten die erstarkenden Gemeinden des oberen Landesteils, seit dem 14. Jahrhundert organisiert in den Zehnden und vom Landrat repräsentiert, vereint mit dem Bischof von Sitten die savoyische Herrschaft zurück, bis sie in der Zeit der Burgunderkriege im Jahr 1475 deren Kastlaneien bis nach Saint-Maurice hinunter erobern und als Untertanengebiet organisieren konnten. 1536 kam das Chablais links der Rhone bis an den Genfersee hinzu.
Nach der Französischen Revolution erhoben sich die Leute von Monthey und Martigny 1798 gegen die Oberwalliser Herrschaft und 1799 eroberte Frankreich gewaltsam das ganze Wallis und setzte 1802 die formell unabhängige «Republik Wallis» ein, die 1810 als Département du Simplon dem französischen Staat einverleibt wurde. 1815 folgte das Wallis der Empfehlung des Wiener Kongresses, der Schweizer Eidgenossenschaft beizutreten. Seit 1848 gehört der Kanton zum neuen Schweizer Bundesstaat.
Mit dem Ausbau der Passstrassen über den Simplon (1805) und den Grossen St. Bernhard (1905) und dem Bau der Eisenbahntunnel durch den Simplon (1905) und den Lötschberg (1913) wurde das Wallis zu einem wichtigen modernen Verkehrskorridor durch die Alpen. Im gut erreichbaren Gebiet entstanden neue Industrieregionen, das Hochgebirge wurde seit dem 19. Jahrhundert zu einem Schauplatz des Alpinismus und im 20. Jahrhundert des breiten Tourismus. Mehrere Bahnstrecken (Furka, Gornergrat, Châtelard) und viele Seilbahnanlagen entstanden für den Reiseverkehr, der ein Hauptzweig der Wirtschaft im Alpenkanton wurde. Mehrere grosse Korrektionen des Rhonelaufs setzten den früher oft schweren Überschwemmungen des weiten Talbodens ein Ende und liessen auf den Flächen den Anbau grosser Obstkulturen zu. Im 20. Jahrhundert errichteten Energieunternehmen aus der ganzen Schweiz in den Gebirgstälern leistungsstarke Wasserkraftwerke, welche die Erschliessung und wirtschaftliche Entwicklung einiger Regionen des Wallis noch verstärkten. Für den Kanton bildet bis in die Gegenwart der Strassenbau im Gebirge und die unerwartet langwierige Errichtung der Rhoneautobahn eine grosse Herausforderung. Seit der zweiten Hälfte des 20. Jahrhunderts führten die starke Bautätigkeit und die Zersiedelung zu schwierigen Problemen für die Raumplanung und den Unterhalt der Infrastruktur.

## Urgeschichte
Eine Reihe von Institutionen ist mit der Erforschung der Urgeschichte, deren älteste Artefakte im Wallis 35.000 Jahre zurückreichen, befasst, darunter die Kantonsarchäologie und die Walliser Archäologische Gesellschaft.

### Paläolithikum und Mesolithikum

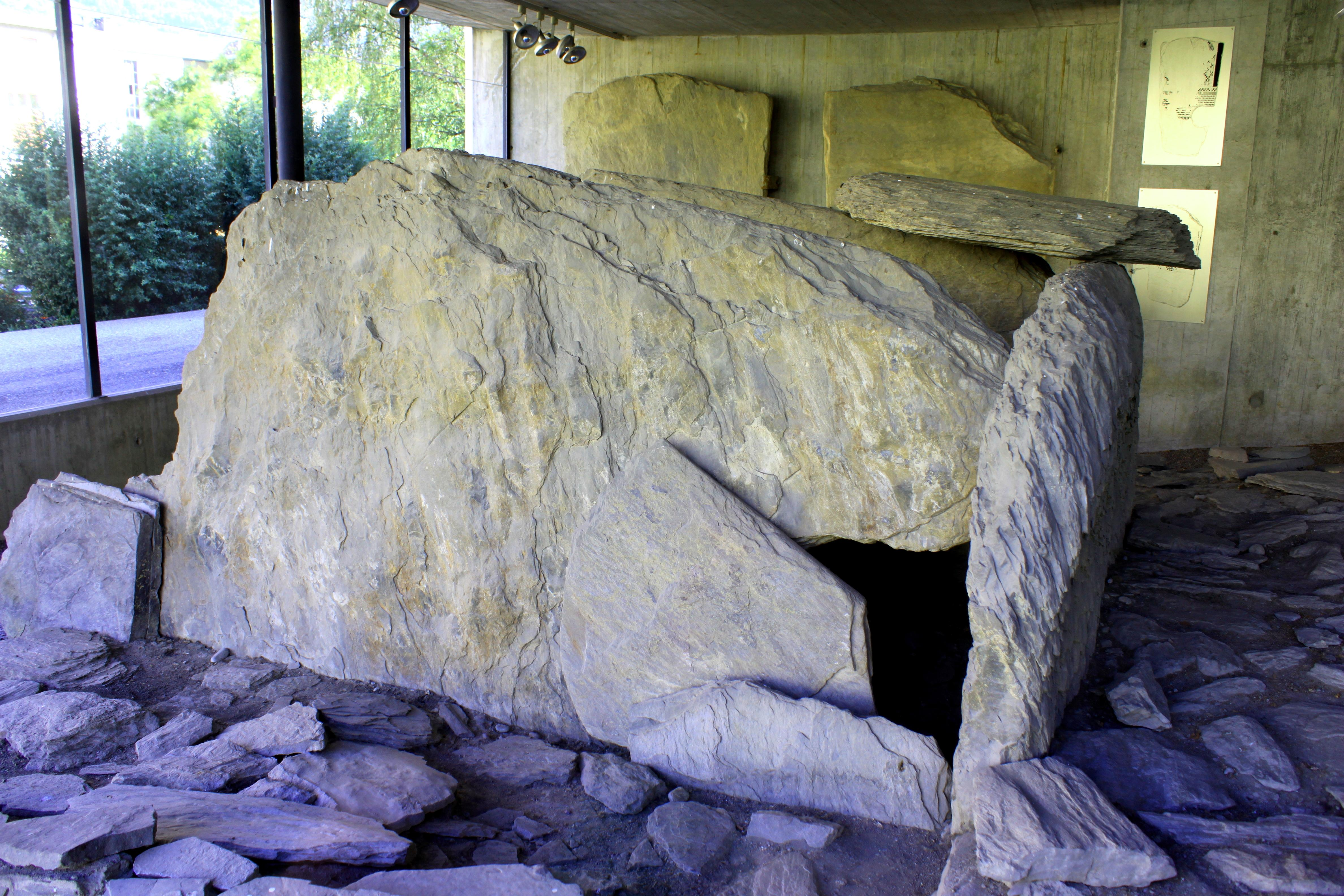
Dolmen von Petit-Chasseur in Sitten

Die letzte Kaltzeit (vor 115'000-15'000 Jahren), in deren Verlauf der Rhonegletscher nochmals weit über das Gebiet des heutigen Wallis hinaus vorstiess, liess in wärmeren Perioden den Aufenthalt von Menschen auch in Randregionen des Bergtals zu. Dort stammen die ältesten, etwa 35'000 Jahre alten Artefakte des Paläolithikums aus der Region Tanay (Gem. Vouvry). Sie wurden in 1800 m Höhe entdeckt. Nach dem Ende dieser Kaltzeit und dem Abschmelzen der Gletscher wurde das Rhonetal ab 9000 v. Chr. von mesolithischen Jägern und Sammlern begangen und teilweise auch besiedelt. Wichtige Fundstätten liegen in der Ebene, so in Vionnaz oder im Abri beim Mörderstein im Pfynwald (Gem. Salgesch), doch auch in grosser Höhe fanden sich saisonale Lager, etwa im Val de Bagnes, um Zermatt oder auf dem Simplon- und dem Albrunpass.

### Neolithikum
Ende des 6. Jahrtausends v. Chr. lassen sich im Wallis Hirten und Bauern nachweisen, wohl partiell Zuwanderer aus neolithischen Gemeinschaften auf der Alpensüdseite, wie die Keramik belegt. Fundplätze liegen etwa in Sitten auf dem Schwemmkegel der Sionne und auf dem Hügel Tourbillon. Die ältesten Getreidekörner in der heutigen Schweiz fand man im Wallis. Sie stammen aus dem 5. oder 4. vorchristlichen Jahrtausend. Doch die Siedlungen beschränkten sich zwischen 5500 und 2200 v. Chr. auf die tieferen Lagen im Talgrund von Sitten über Saint-Léonard und Raron (auf dem Heidnischbiel) bis Brig. Auf den Wiesen oberhalb der Waldgrenze begann man in jener Epoche im Sommer Ziegen und Schafe zu halten, seltener auch Rinder (Alp Hermetje, Gemeinde Zermatt, auf 2600 m). Kulturelle Einflüsse kamen weiterhin von der Alpensüdseite und dann auch vom Schweizer Mittelland und aus dem unteren Rhonetal. Die hoch gelegenen Alpenübergänge in die Poebene wurden gelegentlich begangen.
Im 4. Jahrtausend v. Chr. entstand das eigenständige Dekor der Keramik der Kultur von Saint-Léonard. Für Bestattungen entstanden eigentliche Nekropolen bei Sitten, Saint-Léonard und Glis und am Eingang einiger Seitentäler. Steinkistengräber des Typs Chamblandes für einzelne Verstorbene verweisen auf enge kulturelle Beziehungen zum Genferseegebiet, zu den französischen Alpen und nach Norditalien. Ab dem Anfang des 3. Jahrtausends treten Gemeinschaftsgräber mit über dem Boden sichtbaren Dolmen auf. Die von 1961 bis 2019 bei mehreren Ausgrabungen entdeckte Nekropole von Petit-Chasseur in Sitten mit ihren 13 Grabmälern aus der Zeit der Glockenbecherkultur ist in der archäologischen Forschung von europäischer Bedeutung.

### Bronzezeit
Zu Beginn der Bronzezeit (ca. 2200–1500 v. Chr.) beuteten im Wallis die Angehörigen der Rhonekultur vermutlich die Kupfervorkommen im Turtmanntal, im Val d’Hérens und im Val d’Anniviers aus. Über die Spätbronzezeit ist wenig bekannt, anscheinend überwiegen die Kultureinflüsse der Alpensüdseite im Oberwallis. Die Siedlungen wahrten ihre Kontinuität. Oberhalb von 1000 m entstanden in bis dato unbewohnten Gebieten befestigte Siedlungen, wie auf dem Schlosshubel in Grengiols, auf den Kasteltschuggen in Zeneggen und beim Scex Rouge in Fully. Für die Spätbronzezeit sind sporadisch Brandbestattungen belegt, Einzelbestattung mit Grabbeigaben zur Kennzeichnung des gesellschaftlichen Ranges war üblich. Wie in anderen Alpenregionen finden sich bis in grosse Höhen Prestigeobjekte wie Nadeln, Dolche und Beilklingen, so auf dem Col de Torrent (Evolène) in 2710 m Höhe.

### Eisenzeit
Mit der Eisenzeit, die im Wallis um 800 bis 15 v. Chr. angesetzt wird, erscheinen Gräberfelder bis in mittlere Höhen. Dies stand wohl in Verbindung mit den ersten Dauersiedlungen, so in Leukerbad, Oberstalden (Visperterminen) oder Bluche (Crans-Montana). Einige Täler wie jenes von Leuk oder das Lötschental, wurden nun erstmals dauerhaft besiedelt. Dies hängt mit dem anwachsenden transalpinen Handel zusammen. Das Wallis stand mit Gemeinden auf der Alpennord- als auch der Alpensüdseite in Kontakt. eine aussergewöhnliche Fundstelle ist die in Trockenmauerwerk errichtete kleine Befestigung Mur d’Hannibal auf einem hohen Berggrat im Entremont.
Mikroregionale Besonderheiten der Bekleidung zeigen sich z. B. in speziellem Ringschmuck aus Armreifen und Fussringen, die in den ersten Publikationen als „Walliserringe“ bezeichnet wurden. Während in der Spätbronzezeit und in der frühen Eisenzeit gelegentlich Brandbestattungen belegt sind, wurden Körperbestattungen nun wieder die Regel (Nekropole von Don Bosco in Sitten). Wie in der Bronzezeit wurden auf Anhöhen kleine befestigte Sitze errichtet, einige von ihnen lassen sich mit den Castella des 1. Jahrhunderts v. Chr. in Verbindung bringen, von denen Caesar berichtet.

## Antike
Obwohl schon Gaius Iulius Caesar in seinem Bericht De bello Gallico Orte und keltische Stämme im Wallis erwähnte, so zum Beispiel die Seduni, die bis heute im Namen der Kantonshauptstadt Sitten (franz. Sion) weiterleben, findet sich die erste schriftliche Erwähnung des Wallis erst in der Küstenbeschreibung Ora Maritima des römischen Schriftstellers Avienus. Das Werk entstand um die Mitte des 4. Jahrhunderts n. Chr., doch bediente sich Avienus wahrscheinlich einer verlorenen griechischen Quelle aus dem 6. Jahrhundert v. Chr.
Avienus beschreibt unter anderem den Verlauf und den Ursprung des Rhodanus (Rhone); und er erwähnt auch die Völker, die zu dieser Zeit das Wallis besiedelten. An der Quelle des Rhodanus (d. h. im Oberwallis) lebten die Tylangier, weiter westlich die Daliterner (der Name des Seitenflusses Dala könnte mit diesem Demonym in Verbindung stehen), im Unterwallis die Clahilcer und am Genfersee die Lemenicer (eine Ableitung vom antiken Namen des Genfersees Lacus Lemannus, vgl. heute franz. Lac Léman). Die Ursprünge dieser Stämme sind im Dunkeln, ob es sich um ein Urbevölkerung handelte, bevor die Kelten einwanderten, muss offen bleiben. Eine Verbindung zwischen diesen Bergvölkern und den Ligurern südlich der Alpen wurde vermutet, ist aber kaum nachzuweisen.
Das Wallis wurde in der vorrömischen Zeit von vier Keltenstämmen bewohnt, wie Iulius Caesar berichtet: im Westen wohnten am Genfersee die Nantuaten, am Rhoneknie die Veragrer, im Mittelwallis die Seduner und im Oberwallis die Uberer.

### Römische Zeit

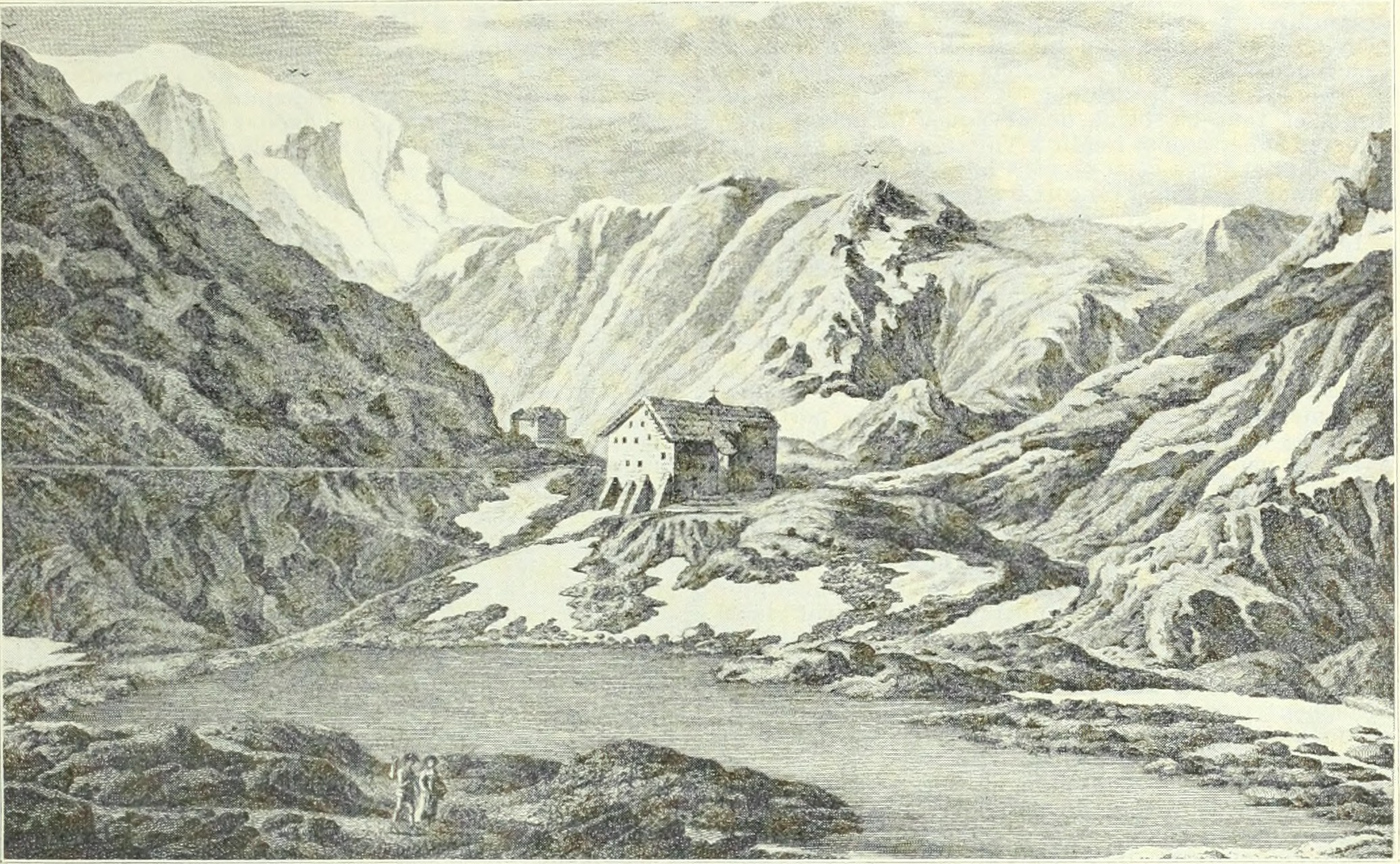
Zeichnung des Grossen Sankt-Bernhard-Passes

Caesar beschreibt in seinem De bello Gallico die ersten Feldzüge zur Eroberung des Wallis durch die Römer (3,1-6). Im Herbst des Jahres 57 v. Chr. schickte er die Legio XII Fulminata mit einer Reiterabteilung unter der Führung des Servius Sulpicius Galba in das Gebiet des Genfersees. Ziel Galbas war die Sicherung der Alpenübergänge, vor allem des Grossen St.-Bernhard-Passes. Galba näherte sich ohne grossen Widerstand von Norden her dem Wallis und unterwarf die Nantuaten und die Veragrer. Er beschloss, im Octodurus genannten Dorfe der Veragrer (im Gebiet der heutigen Stadt Martigny) das Winterquartier aufzuschlagen; zwei Kohorten liess er im Gebiet der Nantuaten zurück. Das Dorf Octodurus wurde von einem Fluss (Dranse) geteilt. In der einen Dorfhälfte hätten die Römer ein befestigtes Lager errichtet und die andere Hälfte hätten sie den Einheimischen überlassen. Unterdessen hätten die Veragrer Verstärkung von den Sedunern erhalten und seien von allen Seiten auf das befestigte Lager eingestürmt. Nach einem sechs Stunden anhaltenden Abwehrkampf sollen die römischen Truppen den Ausfall beschlossen und beim darauf folgenden Kampf die Angreifer in die Flucht geschlagen haben; von den in den Quellen genannten 30.000 (?) Barbaren (Kelten, Gallier, Walliser) soll jeder dritte gefallen sein. Da die Römer knapp an Vorräten waren und der Winter vor der Tür stand, beschlossen sie trotz des Sieges über die Kelten, das Lager zu räumen und das Dorf niederzubrennen. Galba führte seine Legion ohne Verluste in das Gebiet der Nantuaten zurück und von dort zu den Allobrogern (Region Genf), wo er Winterquartier bezog.
Über soziale und politische Zustände in der römischen Provinz geben mehrere erhaltene Inschriften Auskunft.

### Zeittabelle der Provinz «Vallis Poenina» (Wallis) 57 v. Chr. – 454 n. Chr.
Mit der Schlacht bei Octodurus (Martigny) 57 v. Chr. scheiterte der Versuch der Römer, die direkte Wegverbindung zwischen Italien und Nordgallien über den Grossen St.-Bernhard-Pass zu sichern.
15 v. Chr. kam es zur Eroberung der Zentralalpen durch Tiberius und Drusus.
8–6 v. Chr. gab es erste Loyalitätsbezeugungen der Walliser Keltenstämme der Seduner und Nantuaten.
7/6 v. Chr. wurde das Siegerdenkmal Tropaeum Alpium in La Turbie zu Ehren des Kaisers Augustus errichtet, dessen Inschrift unter anderem die Namen der Walliser Volksstämme Uberi, Nantuates, Seduni und Veragri aufführt. Das Gebiet der Vallis Poenina wurde zunächst in die Provinz Raetia et Vindelicum eingegliedert.
23 n. Chr. errichteten die vier Stammesgemeinschaften (civitates) der Vallis Poenina Steindenkmäler zu Ehren des Drusus der Jüngere, Sohn des Tiberius und zu Ehren von Caligula.
41–47 erhob Kaiser Claudius das Wallis zur eigenen Provinz Vallis Poenina oder Alpes Poeninae. Die Bewohner erhielten das latinische Bürgerrecht. Es ist nicht geklärt, ob die Regionen Vallis Poenina und Alpes Graiae (Grajische Alpen) bis zur Verwaltungsreform des Diokletian um 300 n. Chr. zusammen verwaltet oder möglicherweise eigenständige Provinzen waren. Die Hauptstadt von Alpes Graiae war Axima (Römischer Name: Forum Claudii Ceutronum), das heutige Aime-en-Tarentaise. Unter Diokletian wurde die Provinz Alpes Poeninae et Graiae der Präfektur Gallien unterstellt.

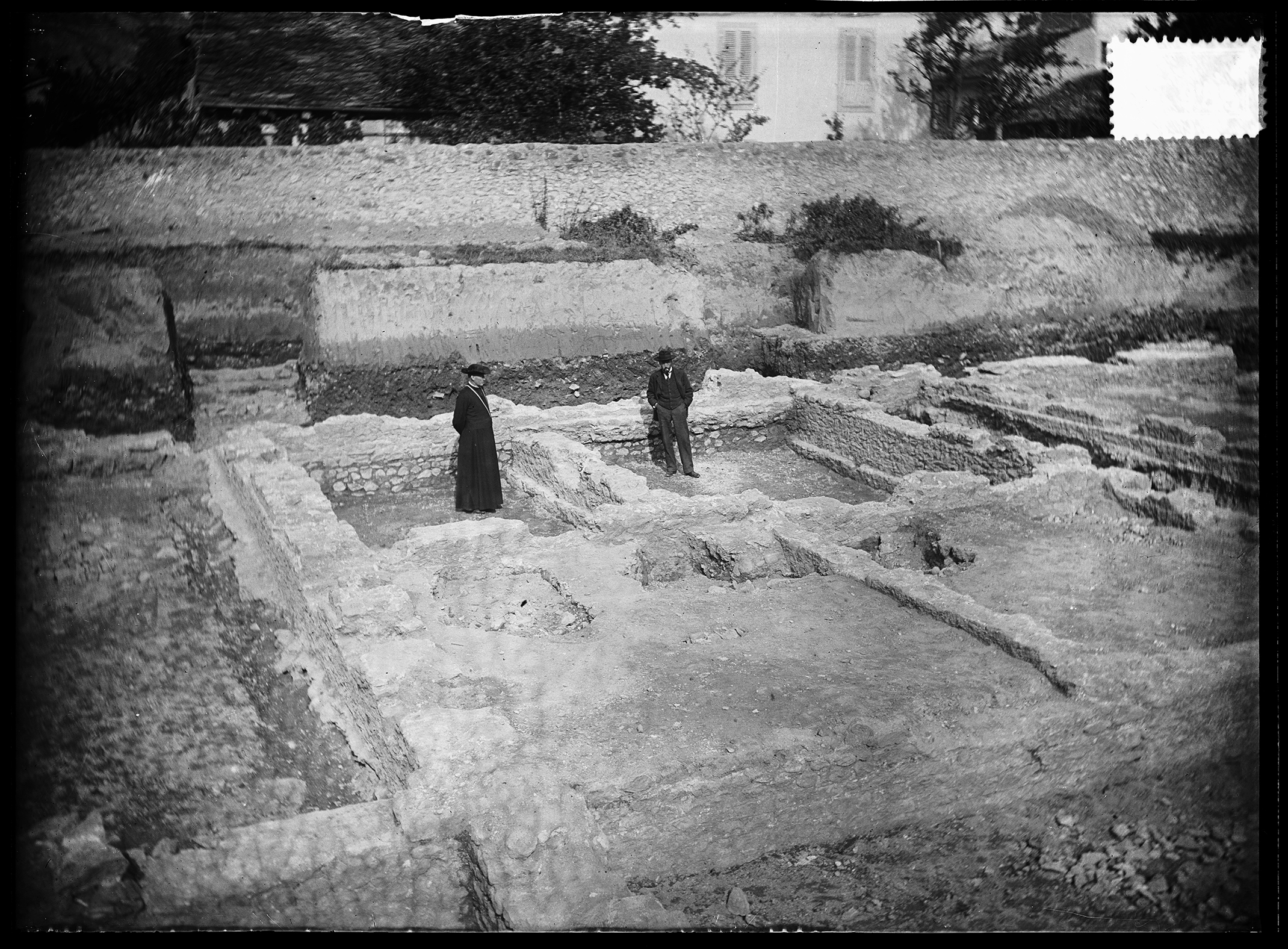
Ausgrabungen in Forum Claudii Vallensium

Ca. 47 wurde die Hauptstadt Forum Claudii Augusti bei der Ortschaft Octodurus gegründet. Nach dem Tode des Claudius wurde die Stadt in Forum Claudii Vallensium umbenannt.
Ab 47 folgte der Ausbau der Passroute des Grossen St. Bernhard, der den lateinischen Namen Summus Poeninus trug, mit Meilensteinen (Ausgangspunkt: Forum Claudii Vallensium).
69 überschritt ein Teil der Legionen des Vitellius im Winter den Grossen St. Bernhard-Pass. Im März überquerte Aulus Caecina Alienus mit seiner Armee den Pass.

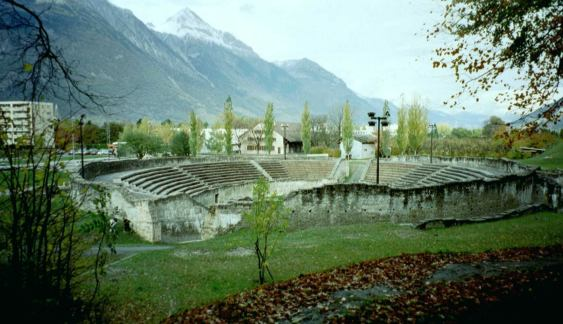
Das Amphitheater von Martigny (F. Claudii Vallensium) im Jahre 2000

Ca. 100 wurde in Forum Claudii Vallensium das Amphitheater errichtet und das Forum vergrössert. Etwa 200 entstand ein Mithräum. 253 liess Kaiser Valerian in Forum Claudii Vallensium ein Nymphäum und einen Aquädukt errichten.
275–277 (?) sollen bei Acaunus (Saint-Maurice) die vom Rhein her in das Römische Reich eingedrungenen Alamannen zurückgeschlagen worden sein. Die Provinz blieb offenbar von Zerstörungen verschont. Wirtschaft und Handel erlitten jedoch einen herben Rückschlag.
Ca. 300 weihte Publius Acilius Theodorus dem Sonnengott Mithras in Forum Claudii Vallensium einen Altar.
Die im fünften Jahrhundert aufgeschriebene Legende besagt, in Acaunus (Saint-Maurice) sei es um 302 oder 303 zum Martyrium der Thebäischen Legion unter dem Kommandanten Mauritius gekommen.
308–312 wurden entlang der Passstrasse über den Grossen St. Bernhard (Summus Poeninus) neue Meilensteine aufgestellt.
Ab 350 begann der Niedergang der Stadt und Civitas Forum Claudii Vallensium. Die Ortschaft wurde wieder vermehrt Octodurus genannt und entwickelte sich ausserhalb des römischen Zentrums weiter.

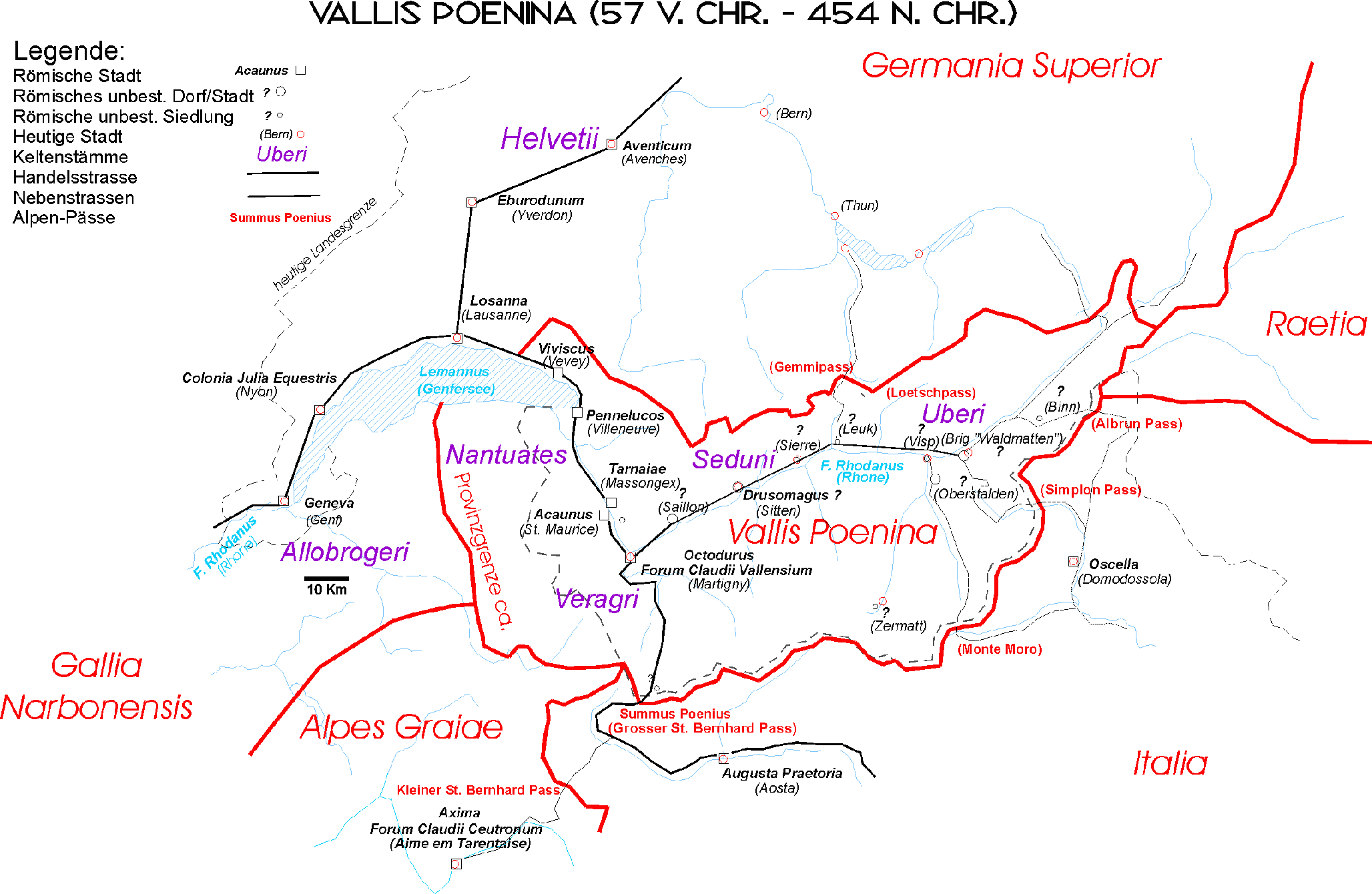
Das Wallis in römischer Zeit

377 bekannte sich in Sitten (Drusumagnos?) der Provinzstatthalter Pontius Asclepiodotus offen zum Christentum und stiftete ein erstes (?) Gotteshaus. Das Christentum setzte sich allmählich gegen die gallo-römischen Religionen und den Mithraskult durch.
381 wurde der Heilige Theodor, auch bekannt als St. Joder von Octodurus, der erste namentlich bekannte Bischof im Wallis. Er war Teilnehmer an der Synode von Aquileja.
Ca. 350–400 entstand die erste bischöfliche Kathedrale von Octodurus am Stadtrand von Forum Claudii Vallensium durch den Umbau eines bestehenden römisches Gebäudes.
443 wurden unter Aëtius die Burgunden in der Westschweiz angesiedelt.
Um 450 schickte Bischof Eucherius von Lyon die Passion der Märtyrer von Acaunus an den Walliser Bischof Slavius. Die Passion der Märtyrer von Acaunus ist die erste schriftliche Quelle der Legende des Hl. Mauritius und der Thebäischen Legion.
454 endete nach dem Tod des Aëtius die römische Herrschaft in Gallien. Das Wallis wurde dem burgundischen Königreich eingegliedert.

## Mittelalter

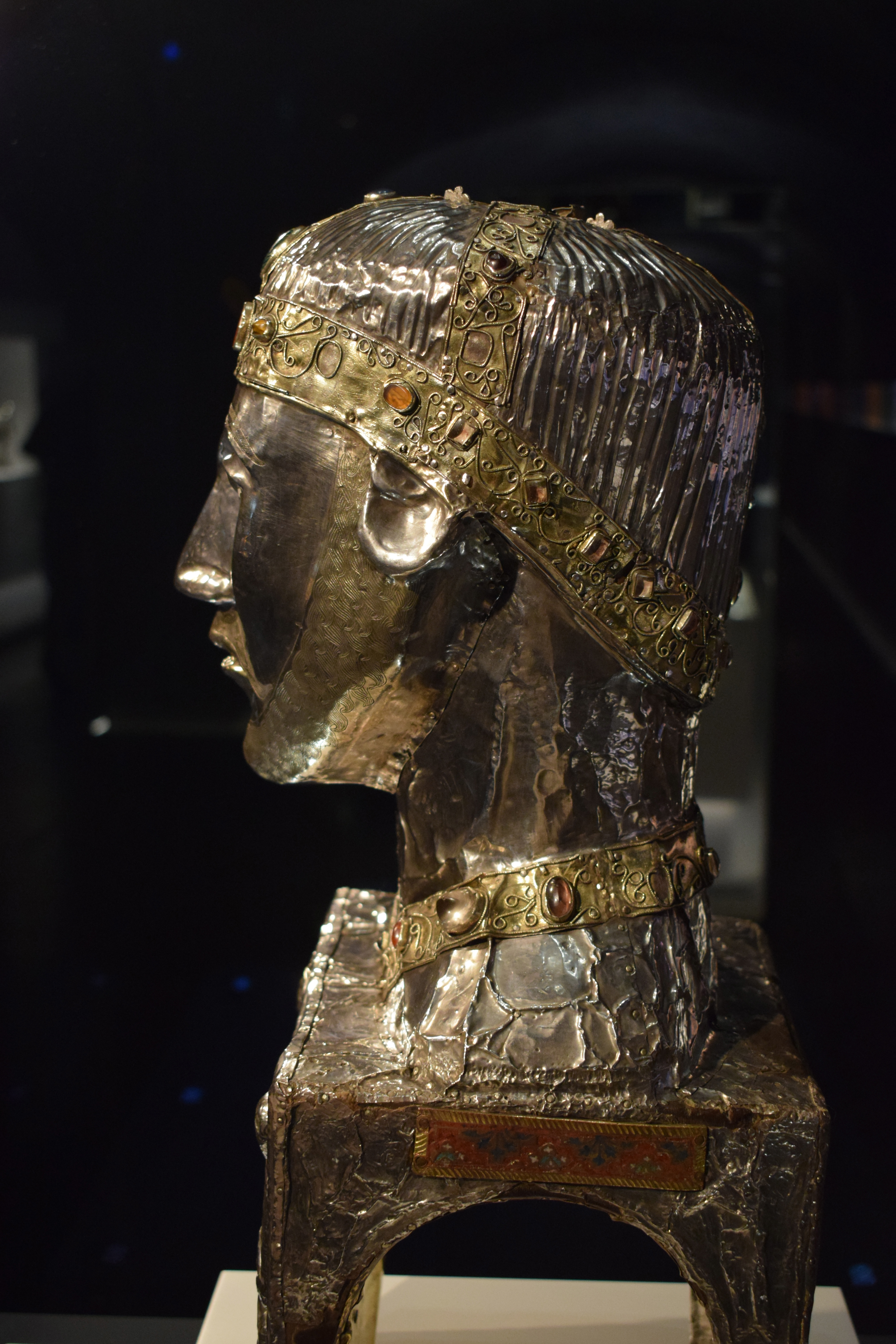
Kopfreliquiar des Heiligen Mauritius im Klosterschatz der Abtei Saint-Maurice

Der Burgunderkönig Sigismund gründete im Jahr 515 das Kloster Saint-Maurice zu Ehren der Märtyrer der Thebäischen Legion und des Hl. Mauritius. Der Ort Acaunus wurde seitdem Saint-Maurice genannt. Das Kloster Saint-Maurice existiert heute noch und ist somit eines der ältesten Klöster in Europa.
534 wurde das Königreich Burgund nach einer militärischen Niederlage (Schlacht von Autun) ins fränkische Königreich eingegliedert. Der Einfall der germanischen Langobarden über den Grossen St. Bernhard wurde 583 in der Schlacht von Bex gestoppt.
Als sich im Jahr 563 an einem Berg im Süden des Genfersees bei einer heute nicht mehr bestehenden Ortschaft mit dem Namen Tauredunum ein Bergrutsch ereignete, bewirkte das so genannte Tauredunum-Ereignis einen Tsunami über den ganzen See, der zu schweren Verwüstungen an den Ufern und besonders in der Stadt Genf führte. Der Vorfall ist durch Berichte der Bischöfe Gregor von Tours und Marius von Avenches überliefert.
Bischof Heliodor verlegte den Bischofssitz nach dem Langobardeneinfall ab 585 von Octodurus (Martigny) nach Sedunum (Sion). Die Kirche übernahm in vielen Regionen die Verwaltungsaufgaben des untergegangenen römischen Imperiums. Das Bistum Sitten gehörte bis 1513 zum Erzbistum Tarentaise in Savoyen. Dieses Erzbistum entsprach geografisch in etwa der antiken römischen Provinz Alpes Graiae und Vallis Poenina.
610 besiegten die Alamannen im Aaretal die Burgunder; die Auseinandersetzung zwischen Burgund und den alemannischen, später schwäbischen Herzogen dauerte mehrere Jahrhunderte.
Es kam 614 zu einer Neuordnung des fränkischen Königreiches, es begann die Christianisierung des Oberwallis; eine erste Kirche wurde in Glis bei Brig errichtet.

Ausbreitung des Christentums im Wallis

### Einwanderung der Alemannen
Im 9. und 10. Jahrhundert wanderten allmählich Alamannen aus dem Berner Oberland in das oberste Rhonetal ein und zwar unabhängig voneinander über zwei Routen; die beiden Bevölkerungsgruppen lassen sich in den verschiedenen Dialekten des Walliserdeutsch unterscheiden. Ein Weg führte aus dem Haslital über den Grimselpass ins Goms (Dialekt: Walliser Höchstalemannisch Gruppe Ost: „Chääs“ für Käse; „pchenne“ für kennen; „düü“ für du). Der zweite Weg führte via Gemmipass und Lötschenpass ins mittlere Rhonetal (Dialekt: Walliser Höchstalemannisch Gruppe West: „Chees“ für Käse; „kchännu“ für kennen; „du“ für du).
Im Spätmittelalter veränderte sich die Lage der Sprachgrenze zwischen dem alemannischsprachigen Oberwallis und dem romanischen Unterwallis in der Gegend von Visp, Leuk und Siders allmählich. Im 15. und 16. Jahrhundert wurde auch der Bezirk Leuk germanisiert. Seither verläuft die Sprachgrenze nördlich von Siders durch den Pfynwald und den Fluss Raspille.

### Königreich Hochburgund
König Rudolf I. gründete im Jahre 888 im Kloster Saint-Maurice das Königreich Hochburgund. Dieses umfasste unter anderem die Grafschaft Wallis. Nach dem Tod des Burgunderkönigs Rudolf II. im Jahre 937 heiratete Hugo König der Lombardei Rudolfs Witwe, Königin Bertha, und erhob Anspruch auf das Königreich Hochburgund. Er stützte sich vor allem am Mittelmeer und im Rhonetal auf die Sarazenen als Krieger und Händler. 938 stützte Otto I., König der Ostfranken, die Erbrechte des minderjährigen Königs Conrad III., Sohn Rudolfs II., über alle hochburgundischen Gebiete.
939 kam es zur Plünderung der Abtei Saint-Maurice durch die Sarazenen.
Lothar, Sohn von König Hugo, wurde 947 König der Lombardei. Er heiratete Adelheid, Tochter von Königin Bertha aus deren Ehe mit König Rudolf II. Lothar wurde jedoch bereits 950 ermordet. Der ostfränkische König Otto besiegte 951 die aufständischen Lombarden und heiratete Königin Adelheid. Ihr Bruder, König Conrad III., wurde König über Hochburgund. Er besiegte die Sarazenen und vertrieb sie aus dem Wallis.

### Grafschaft Wallis

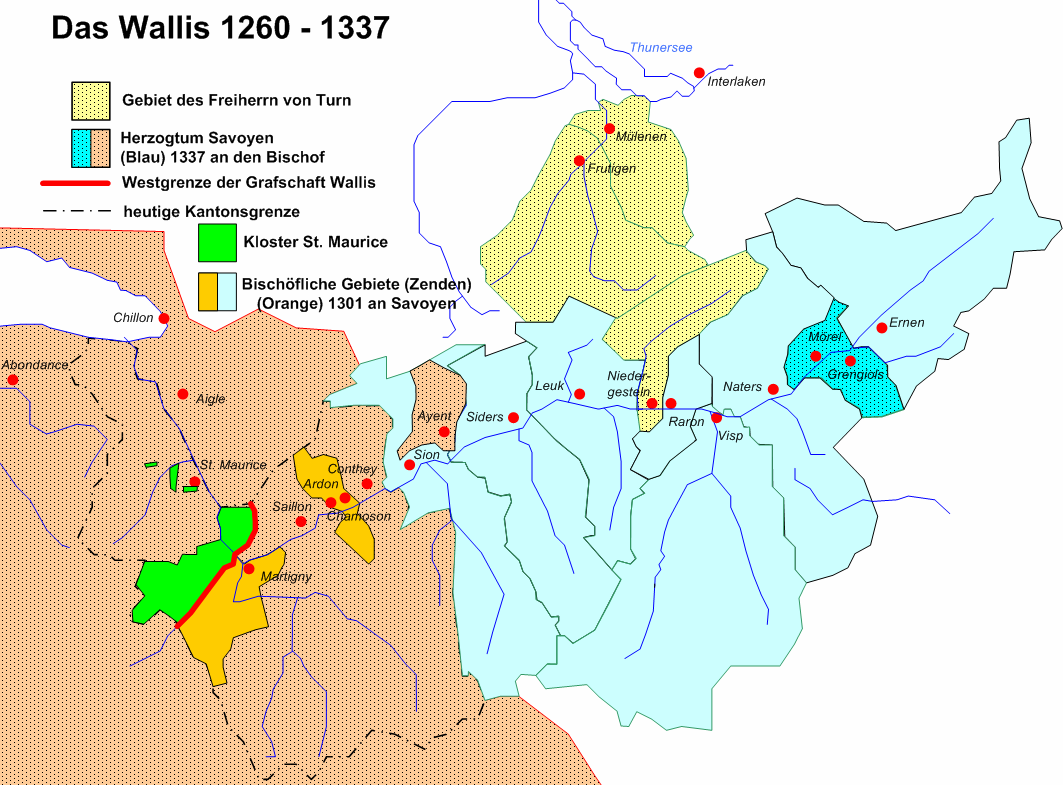
Die Grafschaft Wallis bis zum Friedensvertrag mit Savoyen 1301

Im Jahre 999 überliess der letzte Burgunderkönig Rudolf III. die Grafschaft Wallis dem Bischof Hugo von Sitten als Schenkung, darauf entstand das sogenannte Fürstbistum Sitten. Diese Übergabe wurde oft als „Carolina“ oder „Karolina“ bezeichnet, da lange fälschlicherweise angenommen wurde, beim Belehnenden hätte es sich um Kaiser Karl den Grossen gehandelt.
1032 fiel das Königreich Burgund gemäss einer früheren Vereinbarung König Rudolfs III. als Erbe an den fränkischen König Konrad II. Das Wallis wurde damit ein Teil des Heiligen Römischen Reichs. Der Bischof von Sitten war jetzt ein weltlicher Reichsfürst und das Wallis blieb ein reichsunmittelbares Gebiet. Es kam zu einer schnellen Alemannisierung des Oberwallis, einer Besiedlung der Bergtäler zur Sicherung der Alpenpässe und Urbarmachung des Landes. Die Sprachgrenze zwischen Frankoprovenzalisch und Deutsch verschob sich bis Ende des 12. Jahrhunderts in die Gegend von Leuk.

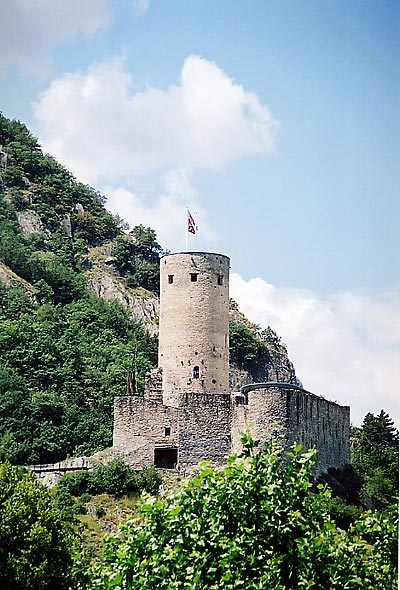
Die Burg La Bâtiaz bei Martigny, Streitobjekt zwischen den Bischöfen von Sitten und den Grafen von Savoyen

Seit dem 11. Jahrhundert wurde der Einfluss der Grafen von Savoyen im Wallis immer grösser. Die Savoyer konnten mehrmals den Bischof von Sitten einsetzen. Etliche Gebiete der Grafschaft fielen an das savoyische Hausgut: neben der Grafschaft Chablais am Genfersee Conthey (Gundis), Ering, Ayent und Mörel.
In der ersten Schlacht bei Ulrichen im Jahre 1211 versuchte Berchtold V. von Zähringen in einer Fehde mit dem Grafen von Savoyen Thomas I. das Wallis zu erobern. Ziel war der freie Übergang über den Griespass in die Lombardei. Das Unterfangen scheiterte jedoch mit der Niederlage bei Ulrichen gegen die Truppen des Bischofs von Sitten.
Im 12.–14. Jahrhundert etablierte sich im Oberwallis ein Kleinadel, zum Beispiel die Herren von Turn in Niedergesteln oder die Herren von Ornavasso in Naters um 1250.
Die Herren von Turn entwickelten sich zur wichtigsten Walliser Adelsfamilie. Ihre Stammburg, die Gestelnburg bei Niedergesteln, wurde wahrscheinlich zwischen 1100 und 1150 von Amadeus von Turn erbaut. Amadeus war auch Bischof von Sitten. Die Nachfolger Amadeus versuchten ihre Macht mit Hilfe des Hauses Savoyen im Wallis auszubauen, dies im Gegensatz zur weltlichen Macht des Bischofs. Diese Spannungen gipfeln in Kriegen, die ab 1260 das Wallis verwüsten.
1260 fiel Peter II. von Savoyen im Unterwallis ein, der Bischof verlor alle Besitzungen (Martigny, Ardon und Chamoson) westlich des Flusses Morge.
Bei der Schlacht bei Leuk auf der Seufzermatte im Jahre 1296 stellte sich der mächtige Landadel unter Peter von Turn mit Unterstützung der Savoyer gegen Bischof Boniface de Challant in Sitten. Die Landleute und die Stadt Bern unterstützten den Bischof und schlugen den Adel entscheidend. Folgen dieses Krieges waren die Entspannung in den Beziehungen zu Savoyen und die Schwächung des Feudalwesens. Die Landleute (vor allem Bauern) rangen dem Adel allmählich Rechte ab (zum Beispiel die Niedere Gerichtsbarkeit und die Gründung von Bauernzünften und Bruderschaften, aus denen sich ab 1300 die ersten selbstständigen Gemeinden entwickelten.) Die Landleute wurden in Form des Landrates neben Adel und Bischof zur dritten politischen Kraft des Wallis.

1301 kam es zum Friedensvertrag des Bischofs Boniface de Challant mit Graf Amadeus V. „der Grosse“ von Savoyen, das Unterwallis wurde nun savoyisch im Tausch gegen die Besitzungen der Savoyer im Oberwallis (Mörel/Grengiols) die um 1337 an den Bischof gingen.

### Walserzüge

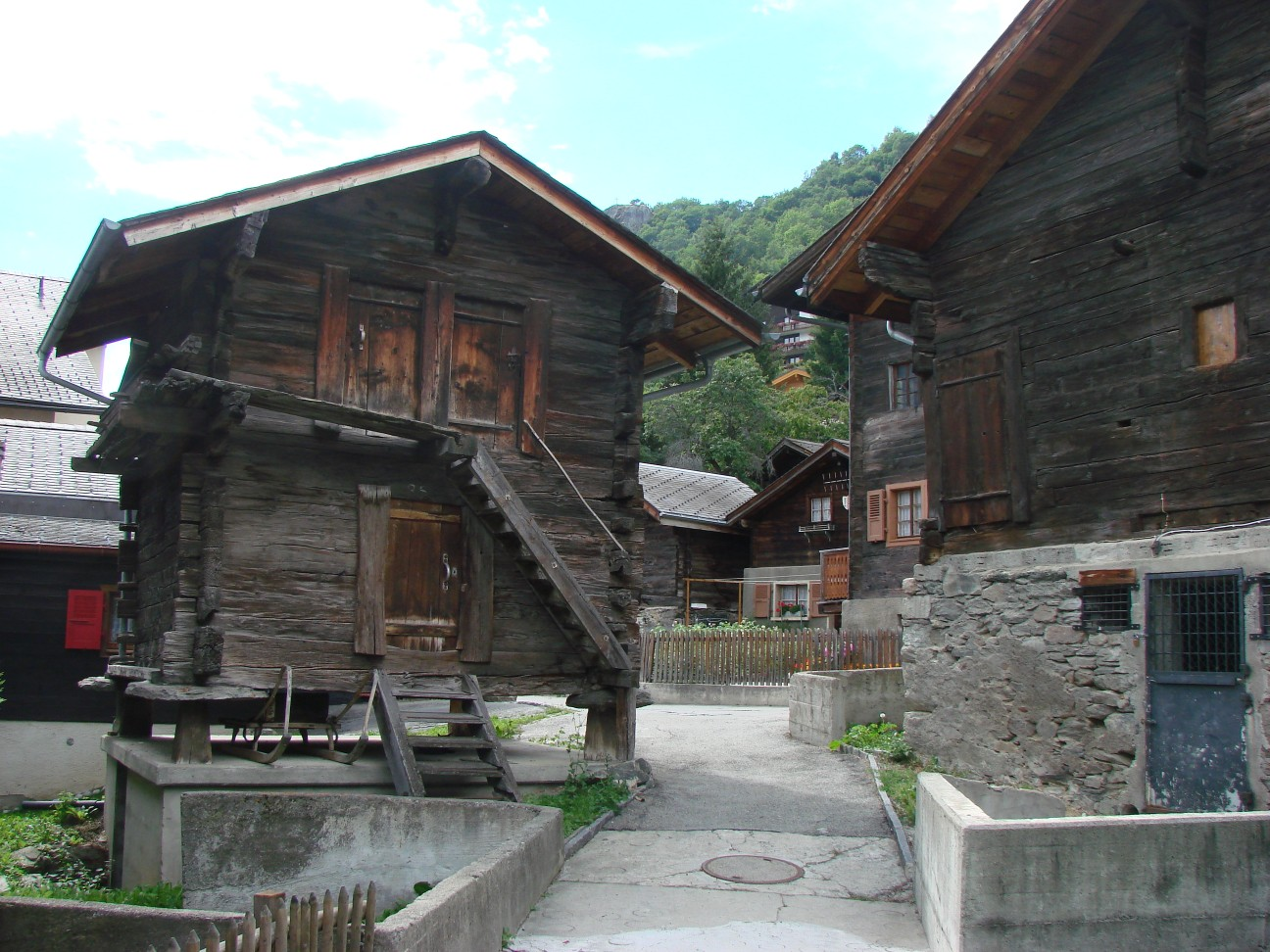
Ein typischer Walliser Getreidespeicher, wie er auch in den Walsersiedlungen vorkommt

Um 1200 scheint das Oberwallis schon sehr dicht bevölkert gewesen zu sein. Wahrscheinlich mit Unterstützung des Adels begannen die Walserzüge zur Besiedlung von Nachbarregionen im Alpenraum.
Verschiedene Adelsfamilien wie die Biandrate oder die Ornavasso stammten aus Norditalien; die Biandrate z. B. aus Biandrate in Novara. Die Biandrate besassen um 1237 Güter auf beiden Seiten des Simplonpasses und des Monte Moro Passes (Saastal). Es ist daher zu vermuten, dass sie die Walserzüge aktiv unterstützten und die Südtäler dieser Pässe zur Besiedelung freigaben. Zudem wird vermutet, dass diese Familien treue Vasallen der Staufer waren. Die Stauferkönige hatten wegen ihrer Italienpolitik ein Interesse an gesicherten Alpenpässen. Die Walserzüge endeten im 14. Jh.
Die hauptsächlichen Walsersiedlungen in den Alpentälern am Monte-Rosa-Massiv entstanden in Greschunei, Eischeme, Gaby, Im Land, Arimmu, Remalju, Rifu, Pomatt, Makanaa, Saley, Ager, Opsu, Urnafaasch, Migiandone, Gampel und im Kanton Tessin in Gurin.
Die traditionelle Sprache der Walser ist in den heute italienischen Bergregionen stark bedroht. Sie lebt noch weiter in den jüngeren Walsersiedlungen im Kanton Graubünden und im Vorarlberg. Die Walserkultur lebt in vielen der von ihnen besiedelten Orte noch heute in Brauchtum, Baustil, Dialekt und Tradition weiter. Die Internationale Walservereinigung mit Sitz in Brig fördert den Austausch zwischen den verstreuten Walsergebieten und die Forschung über die Geschichte der Walser.

### 1. Bürger- und Freiheitskrieg
1342 wurde Witschard Tavelli Bischof von Sitten und geriet 1351 mit Peter III. von Turn bezüglich feudaler Rechte im Oberwallis in Uneinigkeit. Peter V. verlangte vom Bischof das Meiertum des Zenden Leuk, hierfür verbündete er sich mit den Freiherrn von Raron und Aniviers. Nachdem Anhänger von Tavelli Angehörige der Familie Peters in Visp hatten ermorden lassen und in deren Besitzungen in Niedergesteln und Lötschen brandschatzten und plünderten, entlud sich der Volkszorn gegen den Bischof. Die fünf oberen Zenden Goms, Brig, Visp, Raron und Leuk nahmen Partei für Peter III. von Turn. Der Bischof hatte keinen Rückhalt in der Bevölkerung und suchte eifrig Verbündete. Nachdem auch keine päpstliche Hilfe aus Avignon zu erwarten war, wandte er sich an Graf Amadeus VI. von Savoyen, genannt „der Grüne Graf“.
Im Zuge des erfolgreichen Feldzugs des Grünen Grafen im Jahre 1352 kam es zur kampflosen Besetzung der Stadt Sitten. Die Stadt Leuk trat in Verhandlungen ein und die Walliser gelobten dem Grafen Treue und wollten ihn als Oberherrn anerkennen. 1353 stellten die Savoyer Friedensbedingungen: die Wiedereinsetzung des Bischofs, die Erhebung militärischer Kontingente für Savoyen und die Einsetzung des Grünen Grafen als Landvogt für neun Jahre. Nach dem Abzug der savoyischen Truppen kam es erneut zu Aufständen der Walliser. Die oberen Zenden besetzten die Stadt Sitten und es folgte ein erneuter Feldzug der Savoyer. Diesmal wurde die Stadt Sitten von den Savoyern belagert, erobert und niedergebrannt. Nach weiteren Kämpfen und Scharmützeln in den folgenden Jahren beugten sich die Walliser den harten Bedingungen des Grünen Grafen. Anschliessend beriefen sich 1354 die Zenden Leuk, Siders und Sitten auf die Reichsunmittelbarkeit und verlangten vom König des Hl. Römischen Reiches Karl IV., dass der Graf von Savoyen diese anerkennen solle. Diese Bemühungen blieben aber erfolglos. 1355 schlossen die Zenden Leuk, Raron, Visp, Brig und Goms ein Schutzbündnis ab.

### Entstehung der sieben Zenden
Aus den Grosspfarreien und den bischöflichen Verwaltungsbezirken des Wallis entstanden vermutlich die so genannten Zenden. Die genaue Entstehung der Zenden liegt im Dunkeln, 1355 wurden sie erstmals urkundlich erwähnt. Die sieben Zenden des Wallis waren Goms, Brig, Visp, Raron, Leuk, Siders und Sitten. Die Zenden entsprachen etwa den heutigen Bezirken des Kantons. Im Spätmittelalter entwickelten sich die Zenden zu eigenständigen Zwergstaaten mit eigenen Richtern, Zendenräten usw. Die einzelnen Zenden schlossen zum Beispiel mit den Eidgenossen Verträge ab, mit Frankreich schloss jeder Zenden separat Söldnerverträge ab.

### 2. Bürger- und Freiheitskrieg
1361 kam es zum Friedensvertrag der Sieben Zenden des Wallis mit Savoyen, der Grüne Graf versuchte sich als Schiedsrichter zwischen Peter V. von Turn und Bischof Tavelli: Der Bischof wurde wieder als Landesfürst eingesetzt, Savoyen verzichtete auf Ansprüche im Oberwallis (Status quo von 1301.) Die Kriegskosten sollten von den Zenden übernommen werden. Am 16. Oktober wurde der Bischof beim Versuch, die Zahlungen des Zenden Goms einzufordern, im Dorfe Ernen verhaftet und für 11 Wochen in den Kerker geworfen. Nachdem er die Schulden der Gommer erlassen hatte, wurde er freigelassen.
1364 pflegte der Sohn Peters, Anton von Turn, gute Beziehungen zum savoyischen Grafen. Die Spannungen mit Bischof Tavelli hielten aber an.

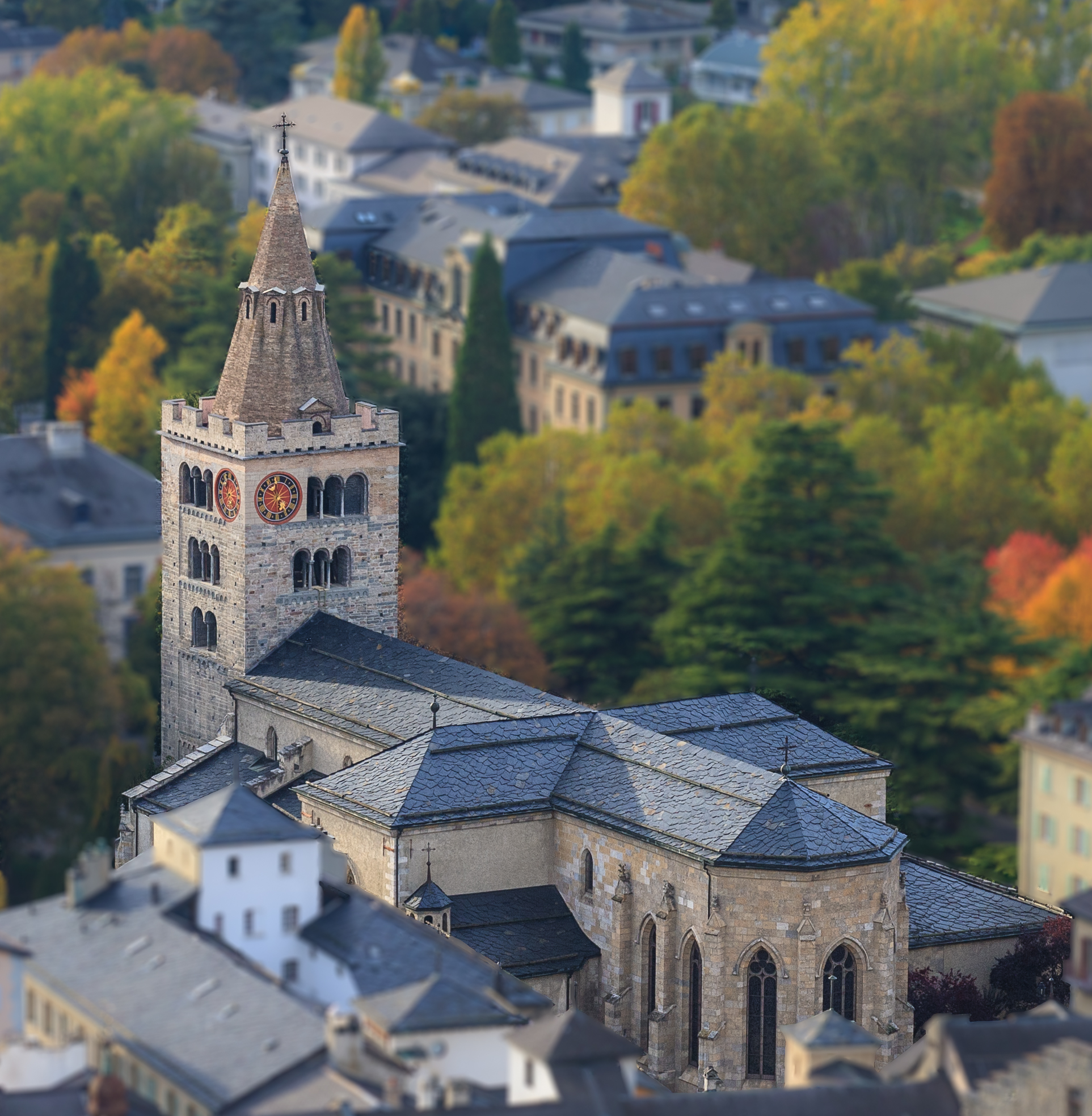
Die Kathedrale Notre Dame du Glarier in Sitten

Im Jahre liessen 1375 Gefolgsleute Antons den Bischof Tavelli auf seiner Burg Seta bei Sitten ermorden. Daraufhin erhoben sich die Zenden gegen die Herren von Turn. Anton erhielt Hilfe von Savoyen. Die Stammburg Antons von Turn in Niedergesteln wurde belagert. Anton musste mit seiner Familie nach Savoyen flüchten. Der Grüne Graf beschlagnahmte alle Länder und Schlösser des Bischofs und kaufte der Familie von Turn die Güter im Wallis ab. Damit endete die Herrschaft der Familie von Turn im Wallis.
Als neuer Bischof von Sitten wurde Eduard von Savoyen durch Papst Gregor XI. eingesetzt. Dieser Bischof wurde auf Berufung des grossen Schismas 1378 von den Wallisern nicht anerkannt. Papst Clemens VII. in Avignon erkannte Eduard als Bischof von Sitten an, Papst Urban VI. von Rom jedoch nicht. Zudem war Eduard ein Vetter des Grünen Grafen.
1383 wurde nach dem Tode Amadeus’ VI. von Savoyen dessen Sohn Amadeus VII., genannt „der Rote Graf“, Graf von Savoyen. Erneut erhoben sich die Landleute unter Führung des Freiherrn Peter von Raron. Die Gestelnburg wurde zerstört und die Bischofsburgen Tourbillon und Seta in Sitten erobert. Die savoyische Verwaltung wurde verjagt.
1385 folgte die Abdankung Bischof Eduards. 1387 kam es im Zuge des Feldzugs Amadeus’ VII. zur Rückeroberung Sittens und zu einem Vorstoss bis Leuk.
Nach der Sage erlitt das savoyische Ritterheer gegen die Landleute in Visp am sogenannten Mannenmittwoch im Jahre 1388 eine vernichtende Niederlage. Die savoyischen Quellen schweigen sich aber über dieses Ereignis aus, somit muss angenommen werden, dass die Sage nicht den Geschehnissen entspricht. Der Tatsache entspricht, dass um 1384 Rudolf IV. von Greyerz im Namen des savoyischen Grafen das Oberwallis erobern sollte und nach einem verlorenen Gefecht bei Visp den geordneten Rückzug nach Sitten und dann über den Sanetschpass antrat.
Im Jahre 1391 starb der Rote Graf an den Folgen eines Jagdunfalls. 1392 schloss die Mutter des verstorbenen Grafen, Bonne de Bourbon, mit den sieben Zenden Goms, Brig, Visp, Raron, Leuk, Siders und Sitten Frieden. Es kam zur Wiederherstellung der Situation von 1301. Dies hatte zur Folge, dass sich die sieben Zenden als republikähnliche Kleinstaaten endgültig etablierten. Der Landrat des Wallis wurde stärkste politische Kraft im Wallis in Konkurrenz zum Bischof in Sitten, die Freiherren von Raron wurden zur wichtigsten Adelsfamilie im Wallis.

### Freiherren von Raron

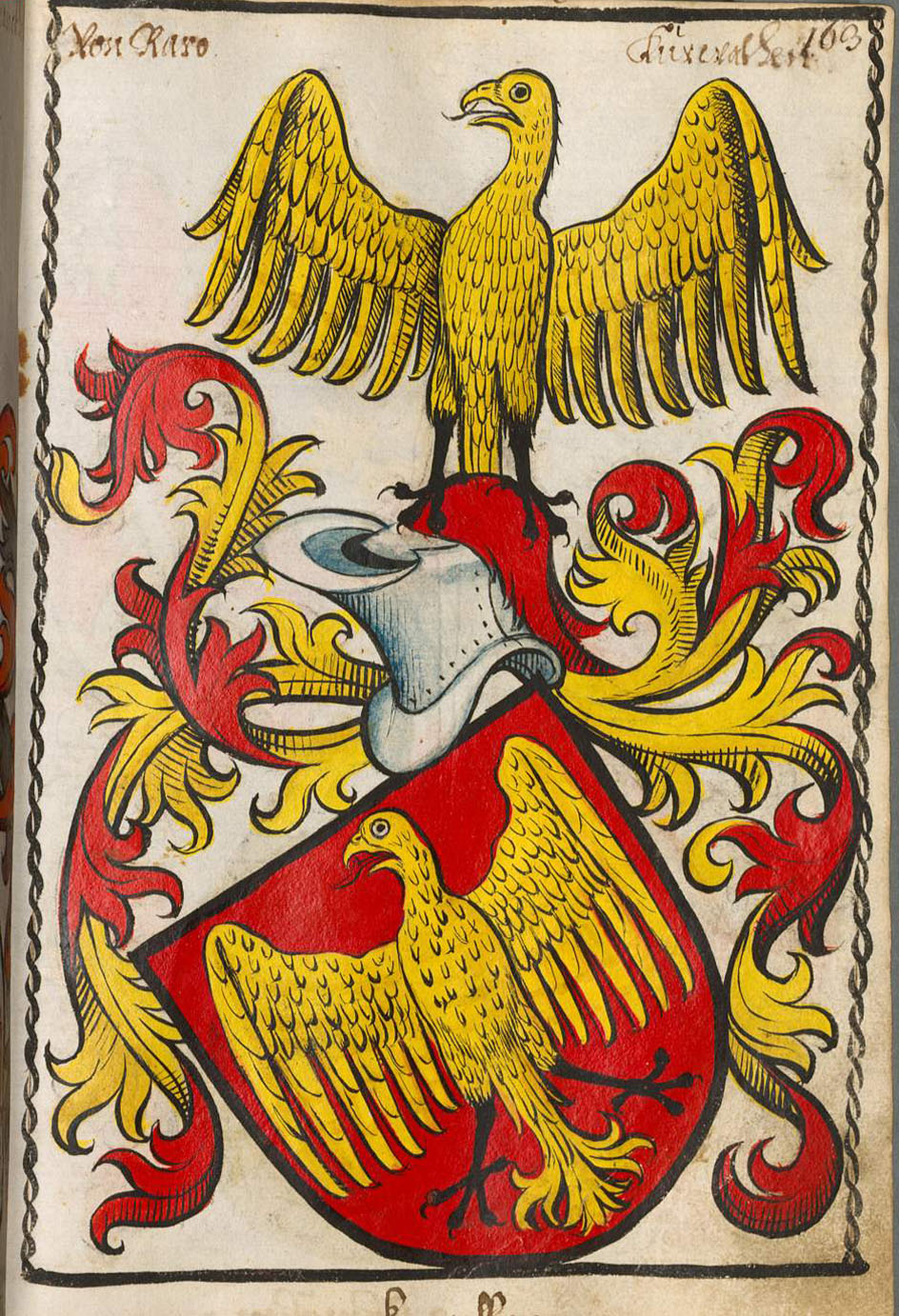
Wappen der Freiherren von Raron

Die Freiherren von Raron sind wahrscheinlich seit dem 12. Jh. im Wallis. Vermutlich waren sie mit den Herren von Turn verwandt. Ihre Stammburg war in Raron, dem Hauptort des gleichnamigen Zenden (Bezirks). Heinrich von Raron (ca. 1200 bis 1271) war Bischof in Sitten und einer der ersten Vertreter dieses Adelsgeschlechtes. Die von Raron besassen auch im 13. Jh. im Berner Oberland in Ringgenberg-Brienz Besitzungen (Burg Ringgenberg). Nach der Vertreibung der von Turn 1375 waren sie die reichsten und einflussreichsten Adeligen des Wallis. Der Schwerpunkt ihrer Herrschaft verlagerte sich um 1400 ins Mittelwallis. Peter von Raron war Viztum von Leuk und Anniviers (Eifischtal). Neben der Burg in Raron besassen sie noch die strategisch wichtige
Festung Beauregard am Eingang des Eifischtales. Nach dem Tode Peters von Raron um 1412 wurde sein Sohn Witschard Familienoberhaupt bzw. Nachfolger.
1413 unterstützte Witschard von Raron den deutschen Kaiser Sigismund von Luxemburg im Feldzug gegen Mailand mit 700 Mann. Dafür verlieh ihm der Kaiser die Herrschaft über das Wallis, alle weltlichen Besitzungen und Rechte des Bischofs sollten in den erblichen Besitz der Familie von Raron übergehen. Mit der Folge, dass dieses Vorgehen von den Landleuten als Anmassung betrachtet wurde. Die Gegner Witschards formierten sich 1414 in Brig und gründeten die Gesellschaft Von dem Hund – es kam zum Aufstand.
Witschard flüchtete 1415 mit seiner Familie auf die Burg Seta des Bischofs bei Sitten. Diese wurde dann von den Landleuten belagert. Die Landleute zwangen dem Bischof, der ein Neffe Witschards war, den Vertrag von Seta auf. Darin verpflichtete sich der Bischof, das Mitspracherecht des Landrates anzuerkennen – u. a. bei der Wahl des Landvogtes und allen wichtigen Ämtervergaben und Entscheidungen, die das Wallis betrafen. Somit hatte das Bistum den Landrat als politische Kraft erstmals offiziell anerkennen müssen.
1416 wurden mittels Verträgen die Zenden Goms, Brig, Visp, Siders und Sitten Zugewandte Orte der eidgenössischen Orte Unterwalden, Uri und Luzern. Neue Streitigkeiten zwischen Witschard und den Zenden führten zum Bruch des Vertrages von Seta. Witschard verbündete sich mit dem Herzog von Savoyen, dieser liess Witschard jedoch im Stich. Es kam zur Zerstörung der Burg Beauregard durch die Landleute sowie zur Zerstörung der bischöflichen Burgen Tourbillon und Montorge.
1417 fand Witschard als Bürger der Aarestadt Bern einen neuen Verbündeten um seine Interessen im Wallis durchzusetzen. Somit stand die Eidgenossenschaft vor einer Spaltung. Die vier unbeteiligten Orte Schwyz, Glarus, Zug und Zürich versuchten zu vermitteln, blieben aber erfolglos. Der Bischof und Witschard von Raron wurden nach Bern ins Exil geschickt, was in Bern für Empörung sorgte. Im Oktober 1418 überfielen Berner Truppen die Stadt Sitten. Die Kathedrale wurde eingeäschert und die Stadt geplündert.
Um einen Bürgerkrieg zwischen den eidgenössischen Orten zu vermeiden, wurde 1419 in Zürich ein Schiedsgericht abgehalten, das Witschard von Raron in allen Punkten Recht gab. Der neue Walliser Bischof weigerte sich, den Schiedsspruch zu unterzeichnen und verliess bei Nacht und Nebel die Stadt. Die Stadt Bern musste nun die Rechte von Witschard mit Gewalt durchsetzen, im Herbst überschritten Berner Truppen den Sanetschpass und den Grimselpass und wollten das Wallis mit einer Zangenbewegung besetzen. Der hereinbrechende Winter und das verlorene Gefecht bei Ulrichen veranlassten die Berner den Feldzug abzubrechen.

1420 kam es zum Friedensschluss durch Vermittlung des Herzogs von Savoyen und des Erzbistums von Tarentaise. Witschard von Raron erhielt seine Besitzungen im Wallis zurück, jedoch war seine politische Macht im Wallis gebrochen. Als Folge verlor das letzte grosse Adelsgeschlecht seinen Einfluss im Wallis, es gab von nun an nur noch zwei politische Kräfte in der Republik der sieben Zenden – den Bischof und den Landrat.

Das Wallis am Vorabend des Burgunderkrieges

### Eroberung des Unterwallis
1460 festigte der neue Bischof Walter II. Supersaxo von Ernen wieder die weltliche Macht des Domkapitels, der Landrat liess sich dem Bischof unterordnen.
Erfolglos verlangte Rudolf Asperlin im Jahre 1463 die Herrschaft über das Gebiet Anniviers, das den ehemaligen Herren von Raron gehört hatte. Rudolf Asperlin war mit der Familie von Raron verschwägert, somit sah er sich als legitimen Erben. Bischof Supersaxo widersetzte sich diesen Ansprüchen, Asperlin floh ins savoyische Gebiet nach Bex und führte seinen Rechtsstreit von dort aus weiter. Verschiedene andere Reibereien und Grenzstreitigkeiten mit Savoyen verschlechterten zudem das Verhältnis zwischen Bischof Walter Supersaxo und der Herzogin Jolanda von Savoyen.
1474 träumte Karl der Kühne Herzog von Burgund von einem Reich vom Mittelmeer bis zur Nordsee. Das Heilige Römische Reich (Habsburg) fühlte sich durch die Politik Karls bedroht. Es wurde ein Ewiger Friede der Habsburger mit der Eidgenossenschaft geschlossen. Darauf folgte die Kriegserklärung der Eidgenossen an Karl den Kühnen.
Karl verbündete sich 1475 mit dem Herzogtum Mailand und der Herzogin Yolanda von Savoyen. Somit wurde das Wallis von zwei Seiten bedroht. Am 7. September schloss Bern mit dem Wallis ein Schutzbündnis ab. Es folgte die Eroberung des savoyischen Waadtlandes durch die Berner und ein erfolgloser Angriff der Walliser bei Conthey. Der Bischof von Genf stellte schnell ein Heer zusammen und eilte ins Wallis. Am 12. November stand das savoyische Heer – rund 10000 Mann mit 1500 Rittern – vor der Stadt Sitten. Am 13. November kam es zur Schlacht auf der Planta. Mit Hilfe der Berner wurde das savoyische Heer geschlagen, dieses setzte sich schnell nach Westen ab. Die nachsetzenden Walliser eroberten das Unterwallis bis nach Saint-Maurice.

1477 annektierte der Bischof die eroberten Gebiete, das Unterwallis wurde Untertanenland der sieben Zenden (Gemeine Herrschaft bis 1792).

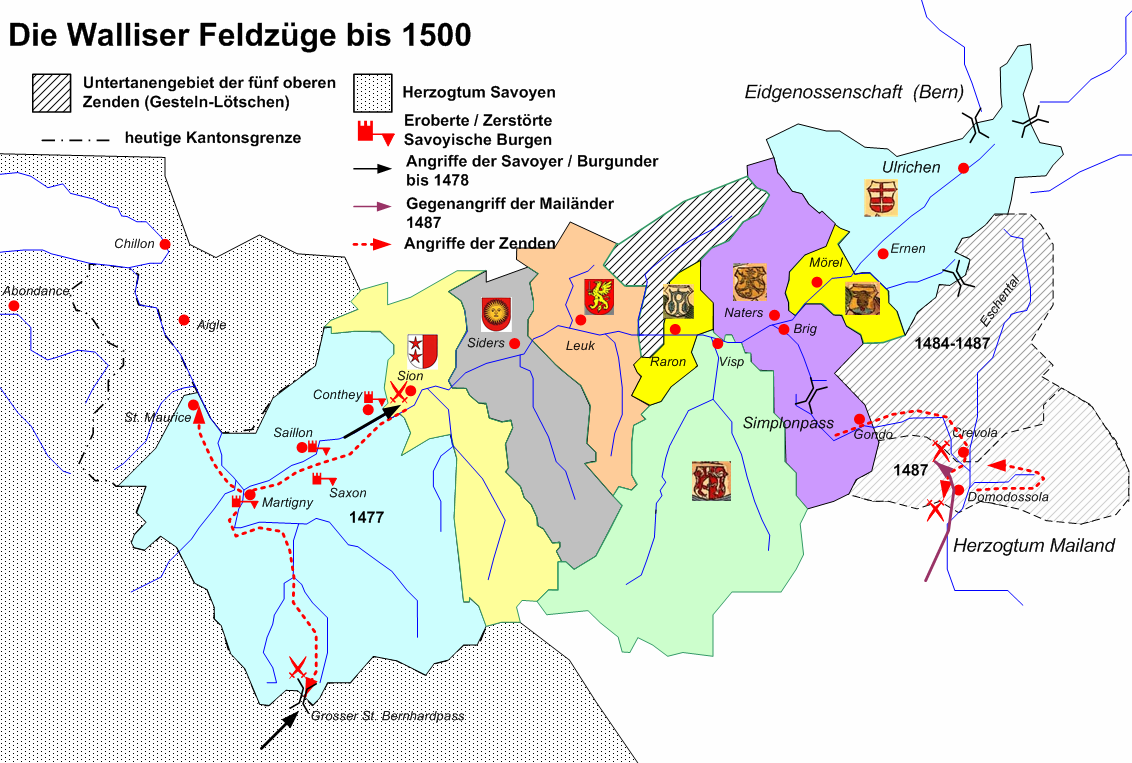
Die Eroberungen der Walliser bis 1500

### Südpolitik des Bischofs Jost von Silenen
Nach dem Tode Walter Supersaxos wurde Jost von Silenen im Jahre 1482 neuer Fürstbischof von Sitten. Er richtete sein Augenmerk auf die mailändischen Südtäler des Simplonpasses. Hier wollte er die Expansionspolitik seines Vorgängers fortsetzten. Auch die eidgenössische Expansion ins Tessin mag den Bischof dazu inspiriert haben. Der Umstand, dass der Herzog von Mailand 1474 den Savoyern und Karl dem Kühnen Söldner zugesandt hatte, war zudem ein Kriegsgrund.
1484 startete der Bischof nach einem Zwischenfall im Grenzgebiet des Simplonpasses bei Gondo einen ersten Feldzug ins Eschen- und ins Divedrotal. Die Einwohner mussten dem Bischof von Sitten den Treueid leisten, Crevola wurde von den Wallisern besetzt. Im November wurde durch die Eidgenossen zwischen dem Herzog von Mailand und den Wallisern ein Waffenstillstand vermittelt. Bei der schriftlichen Fassung des Friedensvertrags wurden vom Herzog von Mailand neue Bedingungen eingeschmuggelt. Die Leute vom Eschental sollten aus dem Treueid des Bischofs von Sitten entlassen werden. Ein Schiedsgericht der eidgenössischen Orte sollte darüber entscheiden. Die Mitglieder der Eidgenössischen Tagsatzung wurden vom Herzog bestochen. Die Walliser weigerten sich aber, die Südtäler zu räumen, worauf ein Rechtsstreit entstand, der als Walliserhandel in die Geschichte einging.
Im Jahre 1487 kam es zu einem endgültigen Entscheid im Walliserhandel durch die Eidgenössische Tagsatzung zugunsten Mailands. Daraufhin erklärte der Heerführer der Walliser – der Bruder Josts von Silenen, Ritter Albin von Silenen – dem mailändischen Herzog den Krieg. Die Niederlage der Walliser bei Domodossola und Crevola gegen den Herzog von Mailand hatte den Verlust des Eschentals und des Divedrotales und die endgültige Grenzziehung bei Gondo zur Folge.
1495 wurde zwischen Mailand und den Sieben Zenden ein Friedensvertrag abgeschlossen, den Jost von Silenen akzeptieren musste. Der Friedensvertrag wurde von Georg Supersaxo (auch Jörg uff der Flüe genannt) vermittelt, dieser war ein Anhänger der Mailändischen Partei im Wallis und wurde so zum gefährlichsten Gegenspieler des Bischofs. Der Bischof als Anhänger des französischen Königs versuchte die Söldneranwerbungen, die Supersaxo für Mailand unternahm, zu verbieten. Als 1496 eine Kampagne des Bischofs gegen Supersaxo fehlschlug, holte dieser zum Gegenschlag aus und erreichte mit der Ergreifung der Mazze dessen Absetzung. Am 13. April verliess Jost von Silenen das Wallis für immer, er fand Aufnahme beim König von Frankreich.

### Die Ära Schiner-Supersaxo 1498–1522
Nicolaus Schiner wurde zum bischöflicher Nachfolger des abgesetzten Jost von Silenen bestimmt. Um diesen Wechsel kirchenrechtlich absegnen zu lassen, sandte Supersaxo seinen Sekretär Matthäus Schiner (* 1465; † 1522), der seinerseits der Neffe des neuen Bischofs war, als Diplomaten nach Rom. Nach dem Tode von Nicolaus Schiner rückte 1498 Matthäus selber auf den Bischofsstuhl in Sitten. Von nun an prägte eine der grössten Persönlichkeiten ihrer Zeit die Geschicke des Wallis, siehe hierzu den Artikel Matthäus Schiner. Im Jahre 1512 erhielt das Wallis als Zugewandter Ort von Papst Julius II. eigens einen wertvollen «Juliusbanner» für die 1508–1510 im «Grossen Pavier Feldzug» geleisteten Dienste zur Vertreibung der Franzosen.
- Siehe dazu Dicken (Münze)#Dicken des Bistums Sitten

## Neuzeit

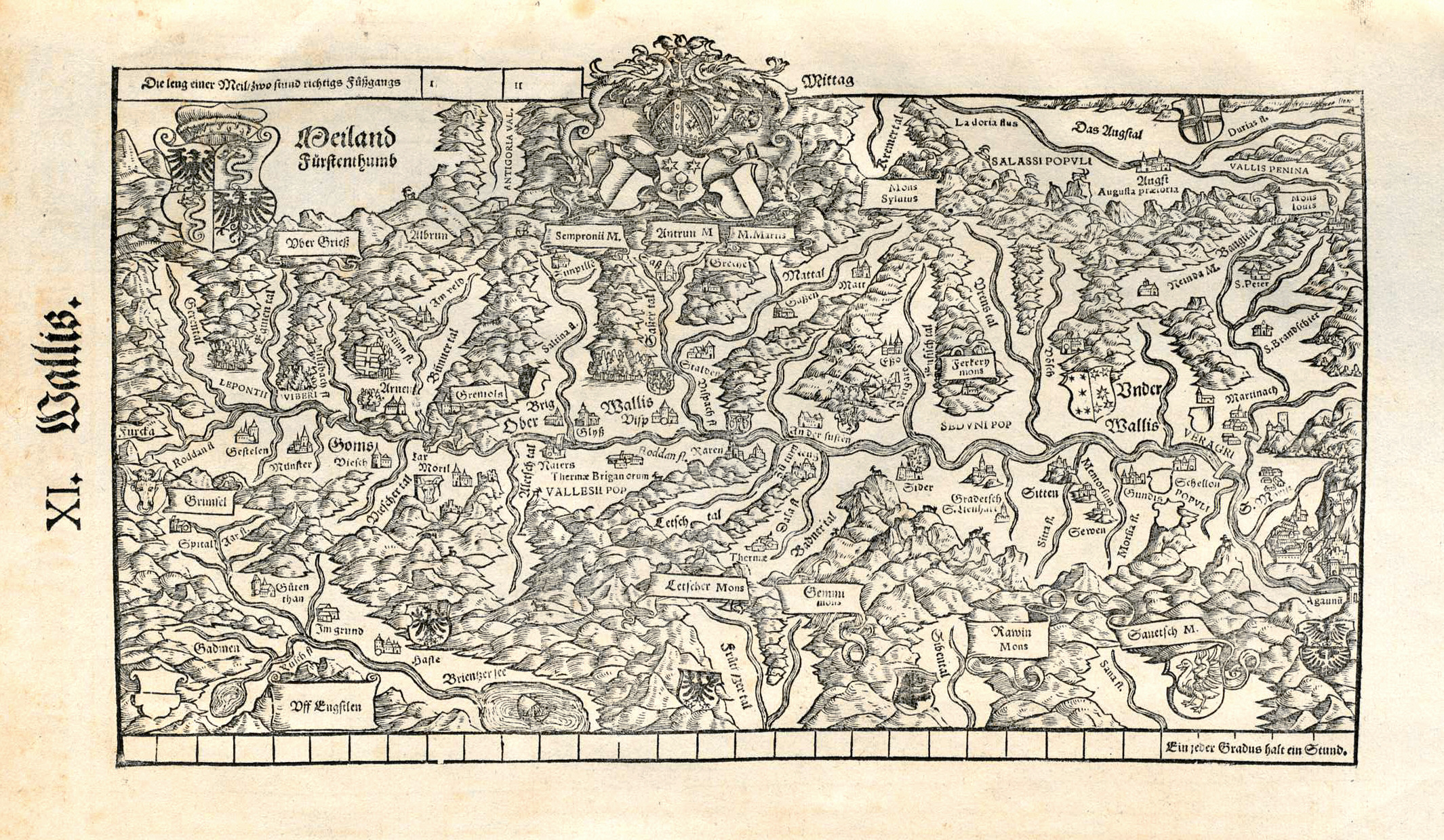
Karte des Wallis (Johannes Stumpf, Christoph Froschauer: Landtaflen, 1556)

### Reformation
1535 setzte sich unter Beiwirken Berns in der Stadt Genf die Reformation durch. Karl III., Herzog von Savoyen, verhängte als Gegenreaktion eine Lebensmittelsperre über die Stadt Genf. Hierauf erklärte Bern am 16. Januar 1536 Savoyen den Krieg. Bern besetzte kampflos das savoyische Waadtland und die Stadt Genf. Der Reformation stand man im Wallis aber eher ablehnend gegenüber. Ende Januar zogen die Sieben Zenden des Wallis deshalb ihre Truppen bei Saint-Maurice an der Grenze zusammen. Als die Berner Truppen nun ins Chablais vorstiessen, besetzten die Walliser das linke Rhoneufer und stiessen bis zum Genfersee vor, dann westwärts bis über Evian an den Fluss Drance, also auf savoyisches Gebiet. Somit wurde ein weiteres Vorgehen der Berner im Rhonetal vereitelt. (1528 hatte das Wallis mit Savoyen einen Friedensvertrag abgeschlossen, in dem auf gegenseitige Eroberungen verzichtet wurde.) Um die Besetzung der savoyischen Gebiete zu legitimieren, wurden die dortigen Gemeinden aufgefordert, um militärischen Schutz zu bitten. Die Zenden garantierten ihnen dann, den katholischen Glauben zu schützen. Ferner wurde dem Herzog versprochen, die besetzten Gebiete an Savoyen zurückzugeben, wenn Bern dies ebenfalls tun würde.
1544/1545 erschien bei Sebastian Münster in Basel die erste Karte des Kantons Wallis, die zugleich die erste Karte eines einzelnen Kantons und eine der ersten Regionalkarten im Gebiet der Alpen ist. Ihr Autor ist der Priester Johann Schalbetter.
1549 sollte das Hilfs- und Soldbündnis mit Frankreich erneuert werden: Das Salz sollte verteuert werden, Pensionen aus Frankreich wären ausgeblieben oder alleine der Regierung zugutegekommen. Der Volksaufstand 1550 gegen dieses Vorhaben wird Trinkelstierkrieg genannt.
Als 1564 Bern die Gebiete südlich des Genfersees an Savoyen zurückgab, weigerten sich die Walliser, das Gleiche zu tun. Erst 1569 einigten sie sich mit dem Herzog von Savoyen und gaben die Landvogteien Evian und Hochtal an Savoyen zurück. Die Landvogtei Monthey, die dem Wallis den Zugang zum Genfersee sicherte, blieb jedoch Untertanenland der Sieben Zenden.
In der frühen Neuzeit kam es auch im Wallis zu obrigkeitlichen Hexenverfolgungen, es gab mehr Opfer als in vielen anderen Gebieten Europas.
Um 1585 entstanden in Sitten und Leuk reformierte Laienverbindungen, deren Mitglieder sich regelmässig zu gemeinsamer Bibellektüre, Diskussionen, Gebet und Gesang trafen. 1591 versuchte der Bischof erstmals diese reformierten Glaubenspraktiken zu unterbinden. 1603 kamen ihm die oberen Zenden, die katholischen eidgenössischen Orte und Frankreich zu Hilfe. 1604 beim sogenannten Visper Abschied mussten die Reformierten auswandern oder zu dem katholischen Glauben zurückkehren.

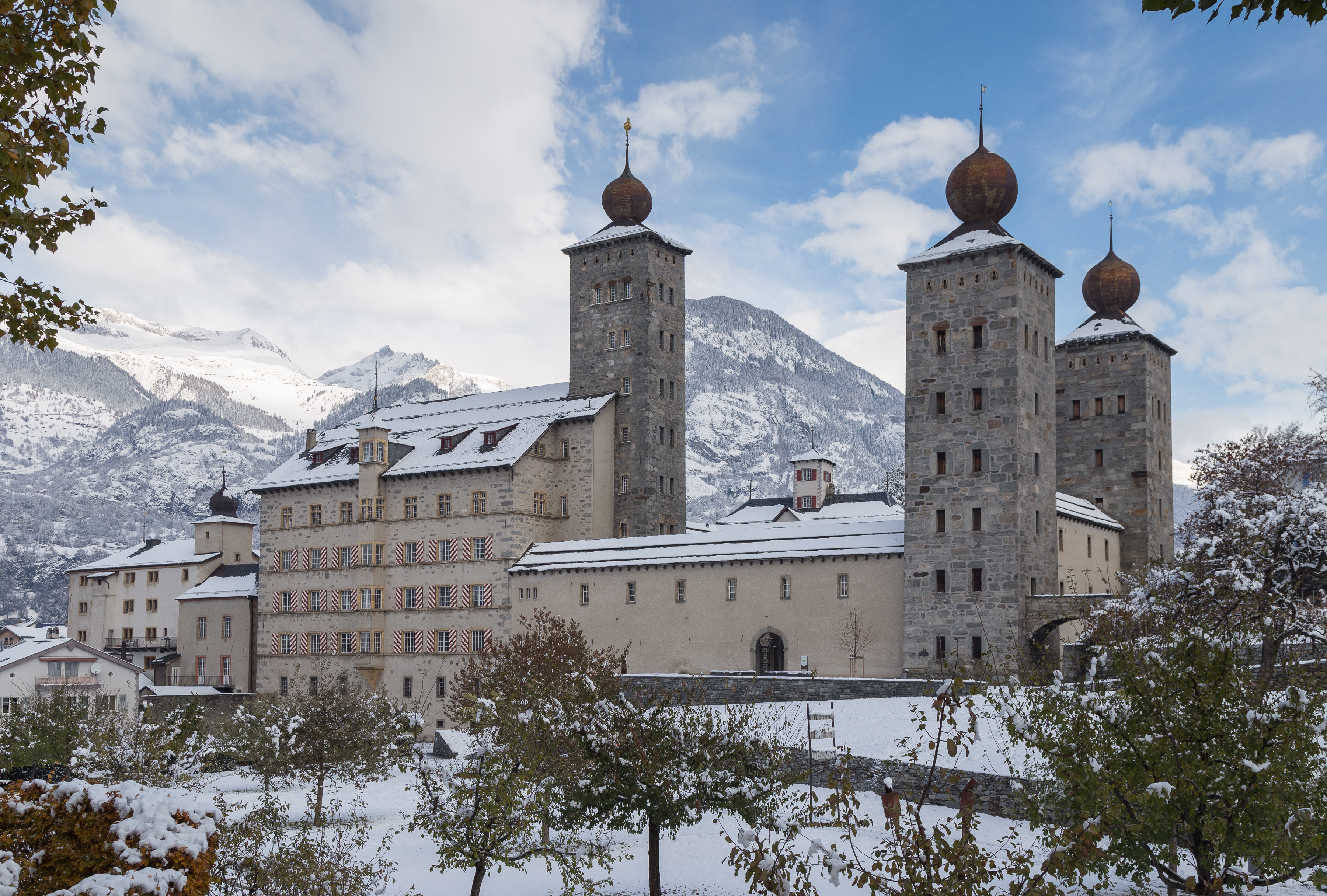
Stockalperpalast in Brig

### 17. und 18. Jahrhundert
Seit dem späten Mittelalter sind im Wallis mehrere Badeorte mit Thermalquellen bekannt und von Reisenden aus einem weiten Umkreis besucht, so etwa Brigerbad und Leukerbad.
Im 16. Jahrhundert setzen die Zehnden ihre Unabhängigkeit vom Bischof durch. Der Landrat, worin Vertreter der Zenden und Gemeinden Einsatz nahmen, schrieb 1613 Freiheit (vom Bischof) und Demokratie fest. Der damalige Bischof Hildebrand Jost protestierte erfolglos dagegen und er gab erst 1634 seinen Widerstand gegen diese neue Ordnung auf.

Hauptmann Ferdinand Venetz, 1764–1822, Kommandant der aufständischen Oberwalliser während der Pfynschlacht 1799

## 19. und 20. Jahrhundert

### 19. Jahrhundert
Unter dem Eindruck der französischen Revolution brachen 1798 in der Landvogtei Monthey Unruhen aus – die Bürger wollten die politische Gleichberechtigung und Selbstbestimmung im Wallis. Der Landvogt wurde vertrieben, unter französischem Einfluss wurde die Revolution weiter ins Wallis getragen, Martigny schloss sich den Aufständischen an. In der Pfynschlacht (27.–28. Mai 1799) wurden die Walliser von den französischen Truppen besiegt. Das ganze Wallis wurde von den napoleonischen Revolutionstruppen besetzt. Das war das Ende der Republik der sieben Zenden und des Oberwalliser Patriziats.
In napoleonischer Zeit wurde das Wallis nach der Eroberung durch französische Revolutionstruppen 1802 zunächst unabhängige Republik Wallis und ab 1810 französisches Département du Simplon. Nach dem Zusammenbruch des französischen Empires im Jahre 1813 marschierten die Österreicher im Wallis ein.
1815 folgte das Wallis wie Genf und Neuenburg auf Empfehlung Österreichs einem Beschluss des Wiener Kongresses, der Schweizer Eidgenossenschaft beizutreten, die damit ihre heutige territoriale Grösse erreichte. Eine erste Kantonsverfassung wurde von weiteren Verfassungen in den Jahren 1839, 1844, 1848, 1852 und 1875 abgelöst.

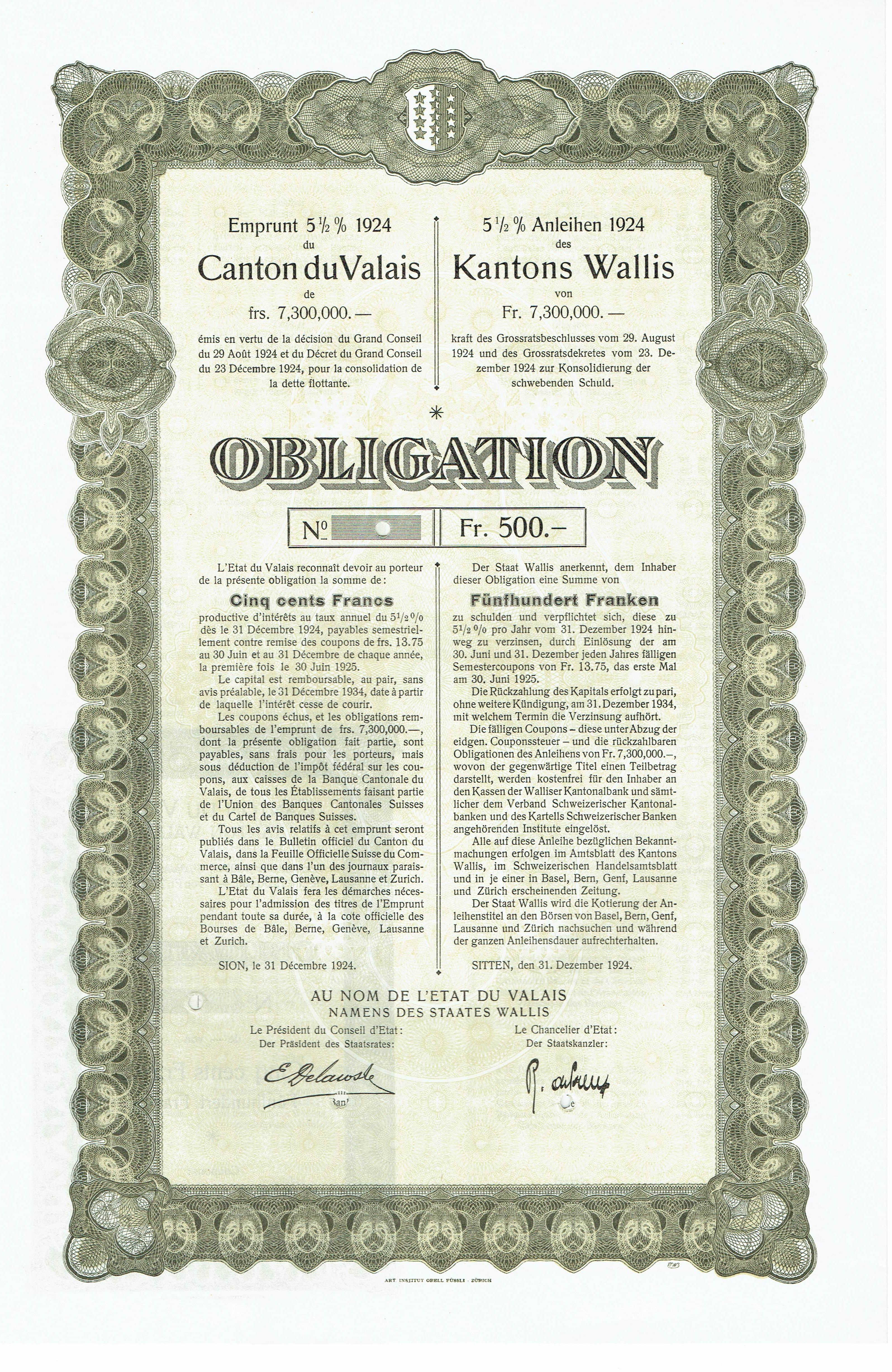
Anleihe über 500 Franken des Kantons Wallis vom 31. Dezember 1924

1840 kam es im Wallis zum Bürgerkrieg, weil nach dem Inkrafttreten der neuen liberalen Kantonsverfassung im Oberwallis eine Gegenregierung gebildet wurde, die nicht auf die traditionelle Vormachtstellung verzichten wollte. Ein Angriff von Unterwalliser Truppen setzte das Regime von Siders ab. Die radikale Bewegung der Jungen Schweiz aus dem Unterwallis zettelte 1844 einen Freischarenzug gegen das Oberwallis ab, der jedoch im «Gefecht am Trient» bei Vernayaz blutig niedergeschlagen wurde. Die Konservativen zogen die Macht im Kanton wieder an sich, der sich 1845 mit den sechs anderen katholischen Kantonen der Schweiz zum Sonderbund zusammenschloss. Im Sonderbundskrieg 1847 unterlag diese Staatengruppe den von General Guillaume Henri Dufour geführten eidgenössischen Truppen und wurde aufgelöst. Das Wallis war der letzte Kanton, der kapitulierte. Seit 1848 bildet es einen Stand des modernen schweizerischen Bundesstaats. Es erhielt mit der neuen Bundesverfassung vier Nationalratssitze, auf welche Maurice Barman von Saint-Maurice, Joseph Anton Clemenz von Visp, Antoine de Riedmatten von Sitten und Adrien-Félix Pottier von Monthey gewählt wurden. Die ersten Ständeräte aus dem Wallis waren Henri Ducrey von Martigny und Hyacinthe Grillet von Saint-Gingolph.
Nach dem verheerenden Rhone-Hochwasser von 1860 begann mit Unterstützung durch Bundesmittel 1863 die 1. Rhonekorrektion, um weitere erhebliche Hochwasserschäden einzudämmen und in der Talebene landwirtschaftliche Anbauflächen zu gewinnen. Die Projektleitung lag beim Bundesexperten und Inspektor Leopold Blotnitzki, der auch bei den Wildbachverbauungen mitwirkte. Für die Drainage der von den Seitendämmen abgeschnittenen Flächen errichtet man ein Netz von Entwässerungskanälen. Die Bauarbeiten wurden 1894 beendet.
Am 14. Juli 1865 wurde das Matterhorn, der bekannteste Berg der Walliser Alpen, von der Siebener-Seilschaft mit Edward Whymper, begleitet von den Zermatter Bergführern Peter Taugwalder und Peter Taugwalder junior, dem Bergführer Michel Croz aus Chamonix sowie drei weiteren Engländern, das erste Mal bestiegen. Der Tourismus entdeckte das Wallis, aus dem im 19. und 20. Jahrhundert viele erfolgreiche Bergführer, Alpinisten und Schneesportler wie Alexander Burgener, Bergsteigerpionier von Saas-Fee, kamen.

### 20. Jahrhundert

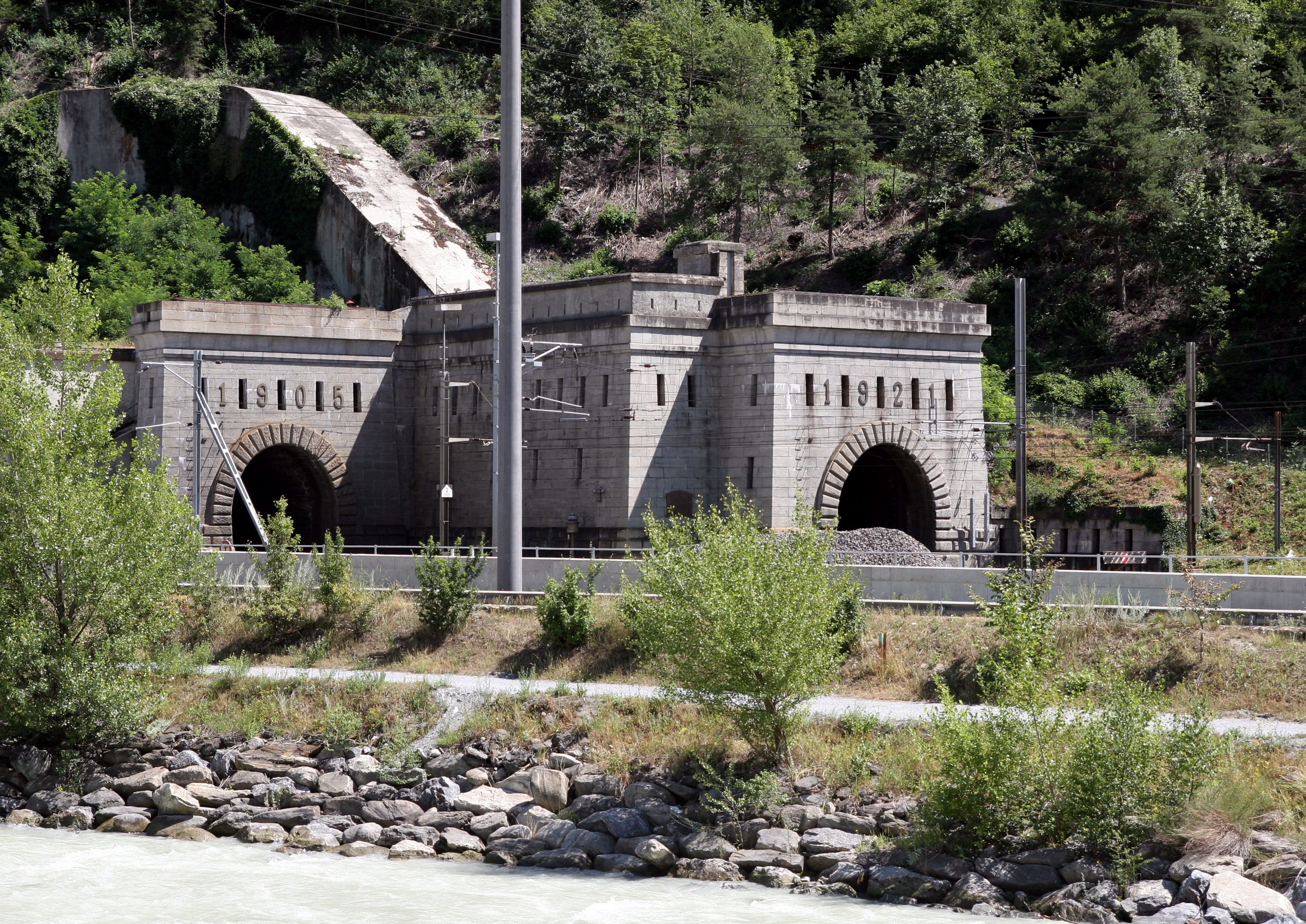
Doppeltes Nordportal des Simplontunnels beim Bahnhof Brig.

Mit der Eröffnung des Simplontunnels im Jahr 1905 erhielt das Wallis eine Eisenbahnverbindung nach Italien. 1913 folgte die Verbindung ins Berner Oberland durch die Lötschberglinie. Damit gab es eine direkte Bahnverbindung zwischen Bern und Mailand über das Wallis, neben der Gotthardstrecke die zweitwichtigste Alpenpassage der Schweiz.
Nach weiteren Hochwasser-Katastrophen wurde 1930–1960 eine zweite Rhonekorrektion nötig. Damit gelang es auch, die weiten Talebenen von Conthey bis Martigny und im Chablais urbar zu machen, was zum Aufschwung des Obstbaus im Wallis führte. In dieser landwirtschaftlichen Sparte kommt heute ein Drittel der Schweizer Produktion aus dem Wallis. 1923 gründet der Kanton die Walliser Landwirtschaftsschule in Châteauneuf.
Am 8. März 1907 trat die noch heute gültige Kantonsverfassung in Kraft.
Vom 1. August bis zum 12. September 1909 fand in Sitten die erste Kantonale Ausstellung statt.

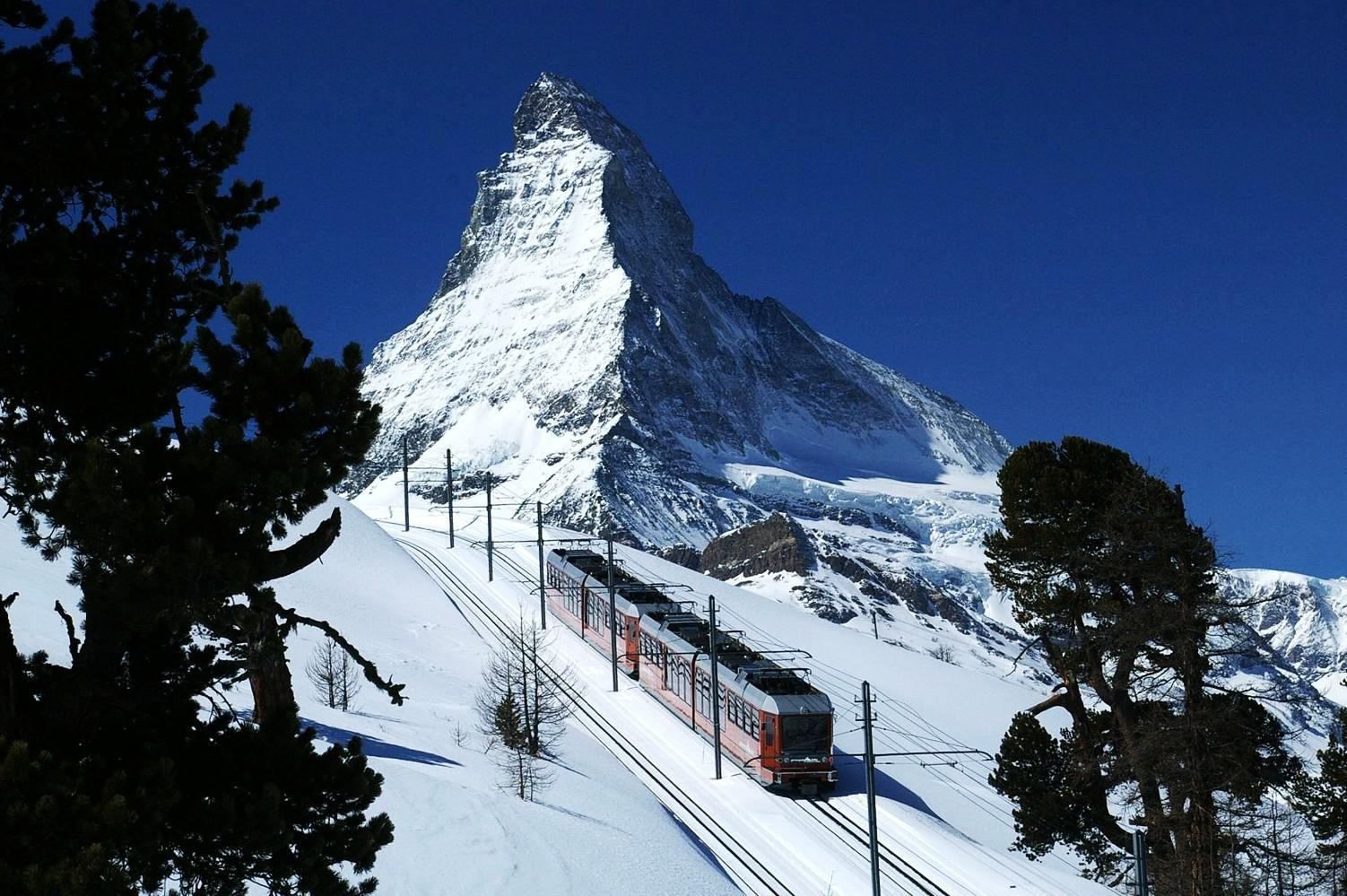
Gornergratbahn und Matterhorn

Ein schweres Erdbeben ereignete sich am 25. Januar 1946.
Im 20. Jahrhundert entwickelten sich mehrere Gebiete des Wallis zu bedeutenden Destinationen des Tourismus und zu Höhenkurorten. Zermatt, Saas-Fee, Verbier (4-vallées), Crans-Montana, Fiesch und Bettmeralp zählen zu den international bekannten Walliser Ferienorten. Weitläufige Skigebiete, die sich über die Landesgrenzen hinaus erstrecken, befinden sich bei Zermatt-Breuil-Cervinia (Italien) und bei Champéry-Val d’Illiez-La Chapelle-d’Abondance (Portes du Soleil, Schweiz-Frankreich) entwickelt worden. Bergbahnen erschliessen die Reiseziele und Sportgebiete wie den Gornergrat oder die Metro Alpin das Gebiet Mittelallalin. Die Hotellerie und das Gastgewerbe wurden zu einem bedeutenden Wirtschaftszweig des Kantons. Im Hochgebirge bieten zahlreiche Schützhütten des Schweizer Alpen-Clubs und anderer Bauherren Unterkunft und Verpflegung für Alpinisten, Wanderer und Skitouristen. Parallel zum Boom des Fremdenverkehrs und besonders des alpinen Wanderns und des Bergsteigens machte auch das alpine Rettungswesen grosse Fortschritte, wozu Personen aus dem Wallis wie der Bergpilot Hermann Geiger und Lufttransportunternehmen wie Air Zermatt und Air-Glaciers wesentliche Beiträge leisteten.

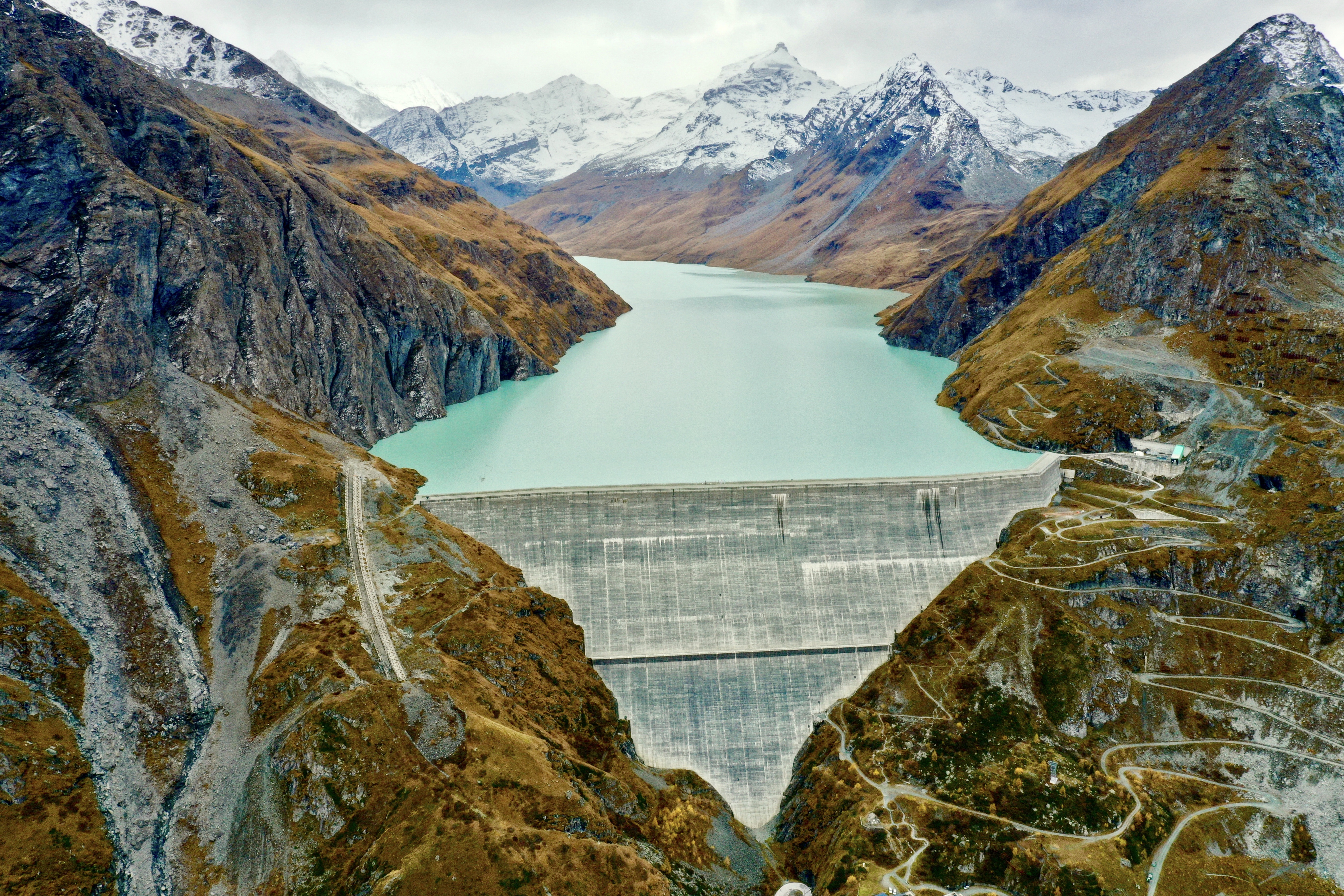
Staumauer der Grande Dixence im Val d’Hérémence

Hoch in den Walliser Bergtälern errichteten grosse Schweizer Elektrizitätsversorger im Laufe des 20. Jahrhunderts Speicherkraftwerke mit mächtigen Staumauern, ausgedehnten Systemen von Stollen in den Konzessionsgebieten und Maschinenhäusern in den Flusstälern. Die grössten Kraftwerke im Wallis sind Grande Dixence, Cleuson, Mauvoisin, Salanfe und Emosson (mit dem zusätzlichen System Nant de Drance, das 2022 in Betrieb ging). Die hohen Gebühren der Kraftwerkbetreiber an die konzessionierenden Standortgemeinden sind ein wesentlicher Faktor der jüngeren wirtschaftlichen Entwicklung in der Region. Sie schufen zudem auch einen politischen Zankapfel ebenso wie die für die Fortleitung der produzierten Energie notwendigen Hochspannungsleitungen, die in grosser Zahl durch das Rhonetal und über mehrere Alpenpässe – wie etwa die Gemmileitung – führen und gemäss dem Bundesgesetz über die Stromversorgung von der Übertragungsnetzbetreiberin Swissgrid instand gehalten und ausgebaut werden. Exemplarisch für die schwierige und umstrittene Planung und Realisierung einer neuen Stromleitung ist die fast vierzigjährige Projektgeschichte der Höchstspannungsleitung Chamoson-Chippis.
Am 12. April 1970 erhielten die Walliserinnen das kantonale Stimmrecht. Damit war das Wallis der siebte Kanton, in dem Frauen auf kantonaler Ebene die gleichen Stimmrechte wie Männer hatten. (Der letzte Kanton war Appenzell Innerrhoden 1990.) Im März 1971 wurde in der Schweiz das Frauenstimmrecht auf Bundesebene eingeführt. Die Schweiz war somit eines der letzten europäischen Länder, das seiner weiblichen Bevölkerung die vollen Rechte als Bürgerinnen zugestand.
Im 20. Jahrhundert ging der Gebrauch des frankoprovenzalischen Patois als Umgangssprache im Unterwallis stark zurück. Mit verschiedenen Initiativen versuchen der Staat, private Vereinigungen wie die Dachorganisation Fédération cantonale valaisanne des amis du patois und einzelne Personen die traditionelle regionale Landessprache wieder zu fördern.
Im Jahr 2000 beschloss der Grosse Rat des Kantons, die dritte Rhone-Korrektion einzuleiten, um die potentiell zerstörerische Kraft der Rhone noch besser zu bändigen und aus heutiger Sicht gemachte Fehler der vorigen Korrektionen zu korrigieren. Die Massnahmen sollen bis 2030 ausgeführt werden.